# Saint-Martin-de-Seignanx
Pour les articles homonymes, voir Saint-Martin et Seignanx.
Ne doit pas être confondu avec Saint-André-de-Seignanx.
Saint-Martin-de-Seignanx (prononcer [sɛ̃ maʁtɛ̃ də sɛɲɑ̃s] ; en gascon : Sent Martin de Senhans) est une commune française, située dans le département des Landes en région Nouvelle-Aquitaine.
La commune fait partie de l'aire d'attraction de Bayonne. Chef-lieu de canton, elle abrite le siège de la communauté de communes du Seignanx. Celle-ci reprend la terminologie « Seignanx » qui est le nom d'une ancienne baronnie au sud-ouest du département des Landes. La commune fait partie des villes françaises ayant changé de nom au cours de la Révolution : son nom était alors Montagne-Seignanx.

## Géographie

### Localisation
Le territoire communal est situé dans le sud du département des Landes, limitrophe avec le département des Pyrénées-Atlantiques. L'Adour constitue la frontière sud du territoire communal ; la commune est d’ailleurs polarisée, pour une partie de son activité, vers les Pyrénées-Atlantiques : en effet, la commune fait partie de l'aire d'attraction de Bayonne et son unité urbaine.
On peut schématiquement distinguer deux zones naturelles bien distinctes sur le territoire communal : les barthes (zones humides au bord de l'Adour), au sud, et le Séqué (terre haute), plus au nord. Cette configuration offre une certaine diversité de paysages, à moins de dix minutes de l'océan Atlantique (plages d'Ondres et de Tarnos). Les barthes représentent une étape migratoire importante pour une multitude d'oiseaux d'eau.

### Communes limitrophes
Les communes limitrophes sont Labenne, Ondres, Saint-André-de-Seignanx, Saint-Barthélemy, Tarnos, Lahonce et Urcuit.
|        | Labenne                        | Saint-André-de-Seignanx       |
| Ondres | Saint-Martin-de-Seignanx       | Saint-Barthélemy              |
| Tarnos | Lahonce (Pyrénées-Atlantiques) | Urcuit (Pyrénées-Atlantiques) |

Représentations cartographiques de la commune
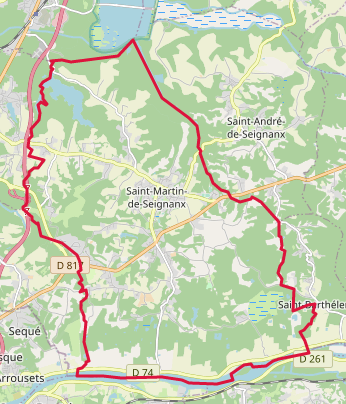
Carte OpenStreetMap.
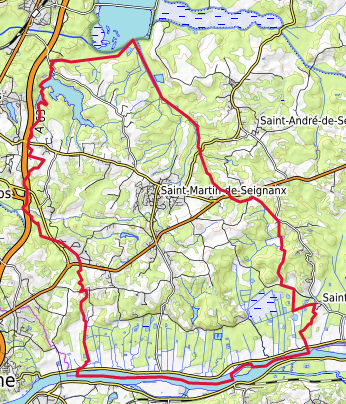
Carte topographique.

### Relief et géologie
La carte topographique laisse apparaître une uniformité en matière de relief du territoire communal : en effet, son altitude est comprise entre 0 mètre et 72 mètres. L'ensemble du territoire communal se situe donc quasiment au niveau de la mer. Il repose sur des couches géologiques récentes : éocène, miocène et alluvions quaternaires au niveau du lit de l'Adour.

### Hydrographie

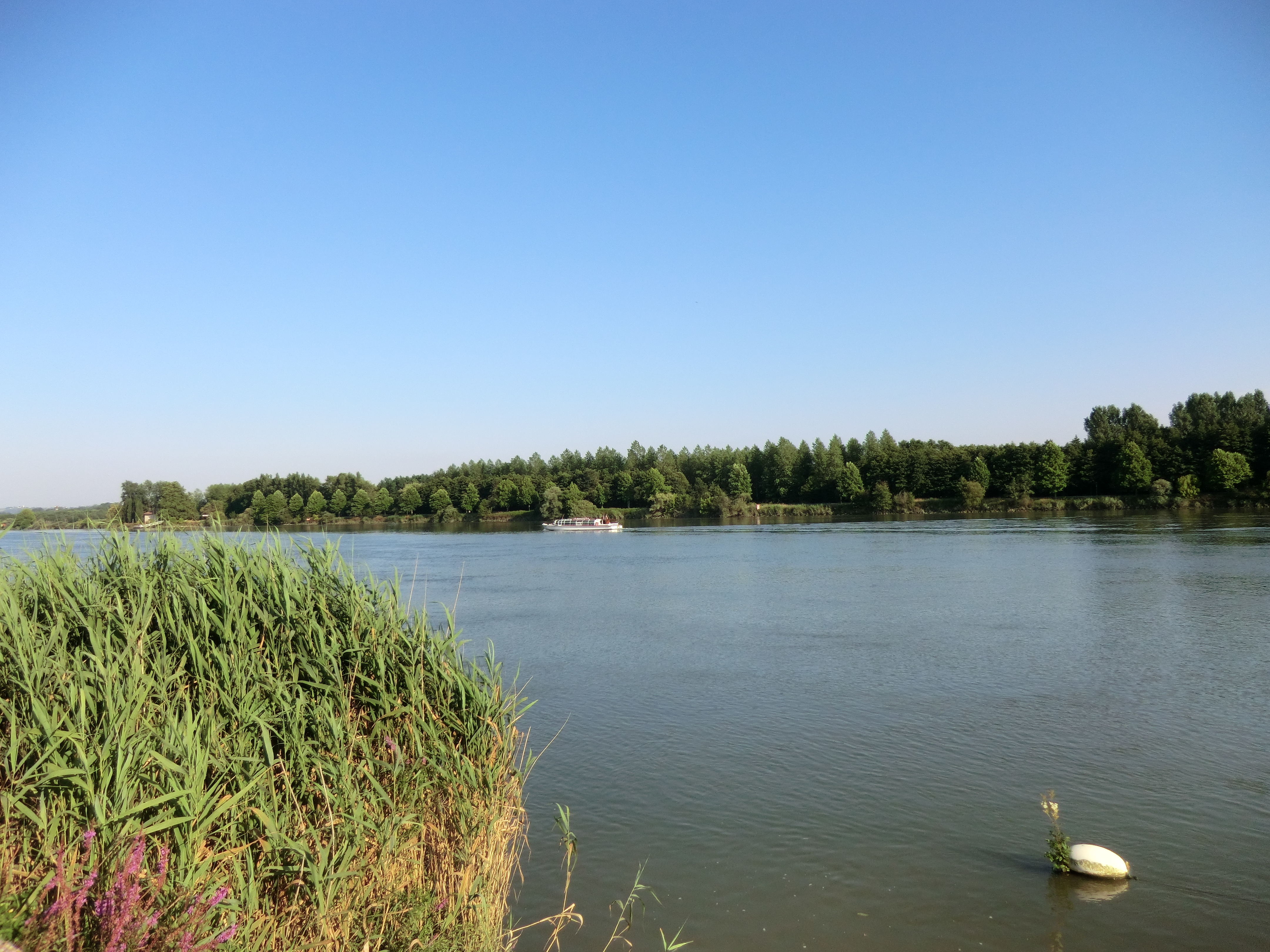
Vue de l'Adour à Saint-Martin-de-Seignanx.

Outre sa grande proximité avec l'océan (situé à environ dix kilomètres), la commune entretient un rapport particulier à l'eau de par le grand nombre de cours d'eau et d'étangs situés sur son territoire ; pour les cours d'eau, on peut notamment citer l'Adour qui constitue la frontière sud du territoire communal, le Boudigau qui traverse le territoire communal (ce petit cours d'eau d'environ 25 km constitue l'émissaire du marais d'Orx), l'Anguillère (appelé localement « Palibe ») ou encore le canal de Moussehouns (qui conflue dans le Boudigau) et un de ses petits affluents, le ruisseau de Cante Graouille.
Concernant les étangs, nombreux sur le territoire communal, on peut citer en particulier l’étang de Puntet mais surtout celui d'Yrieux, plan d'eau artificiel d'une superficie de 67 ha, appartenant à des particuliers. Des parcelles en berge d'étang appartiennent au conservatoire du littoral depuis 1993.

### Climat
Pour des articles plus généraux, voir Climat de la Nouvelle-Aquitaine et Climat des Landes.
Historiquement, la commune est exposée à un micro climat océanique basque.
En 2020, Météo-France publie une typologie des climats de la France métropolitaine dans laquelle la commune est dans une zone de transition entre le climat océanique et le climat de montagne et est dans la région climatique Pyrénées atlantiques, caractérisée par une pluviométrie élevée (>1 200 mm/an) en toutes saisons, des hiver très doux (7,5 °C en plaine) et des vents faibles.
Pour la période 1971-2000, la température annuelle moyenne est de 13,8 °C, avec une amplitude thermique annuelle de 13,1 °C. Le cumul annuel moyen de précipitations est de 1 403 mm, avec 13,2 jours de précipitations en janvier et 8,2 jours en juillet. Pour la période 1991-2020, la température moyenne annuelle observée sur la station météorologique la plus proche, située sur la commune de Saint-Martin-de-Hinx à 10 km à vol d'oiseau, est de 14,2 °C et le cumul annuel moyen de précipitations est de 1 410,1 mm,. Pour l'avenir, les paramètres climatiques de la commune estimés pour 2050 selon différents scénarios d’émission de gaz à effet de serre sont consultables sur un site dédié publié par Météo-France en novembre 2022.

## Urbanisme

### Typologie
Au 1er janvier 2024, Saint-Martin-de-Seignanx est catégorisée bourg rural, selon la nouvelle grille communale de densité à sept niveaux définie par l'Insee en 2022.
Elle appartient à l'unité urbaine de Saint-Martin-de-Seignanx, une unité urbaine monocommunale constituant une ville isolée,. Par ailleurs la commune fait partie de l'aire d'attraction de Bayonne (partie française), dont elle est une commune de la couronne,. Cette aire, qui regroupe 56 communes, est catégorisée dans les aires de 200 000 à moins de 700 000 habitants,.

### Occupation des sols

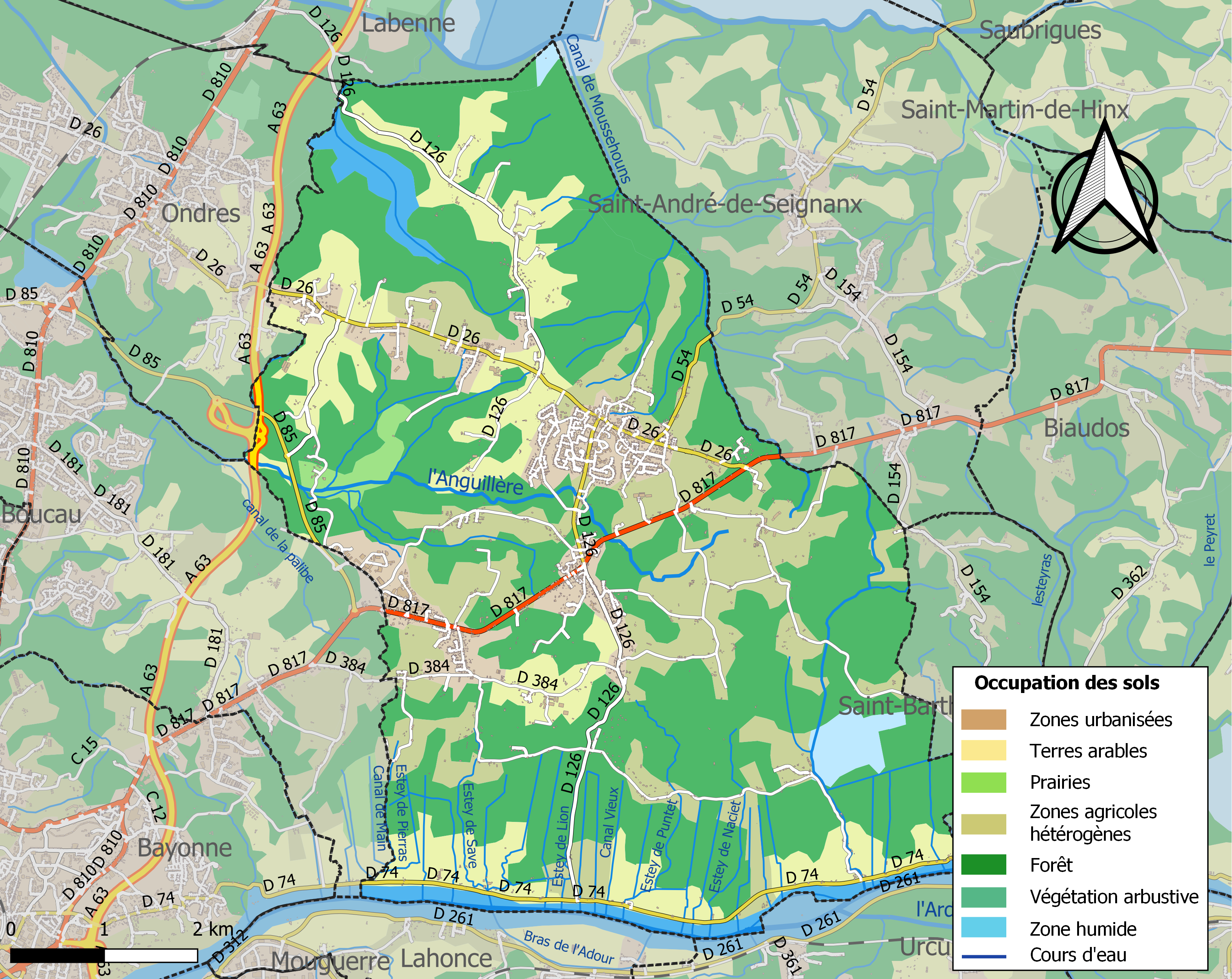
Carte des infrastructures et de l'occupation des sols de la commune en 2018 (CLC).

L'occupation des sols de la commune, telle qu'elle ressort de la base de données européenne d’occupation biophysique des sols Corine Land Cover (CLC), est marquée par l'importance des forêts et milieux semi-naturels (53,6 % en 2018), en diminution par rapport à 1990 (55,3 %). La répartition détaillée en 2018 est la suivante : forêts (53,6 %), zones agricoles hétérogènes (18,6 %), terres arables (14,8 %), zones urbanisées (6,4 %), eaux continentales (3,2 %), zones humides intérieures (1,3 %), zones industrielles ou commerciales et réseaux de communication (1,1 %), prairies (1 %). L'évolution de l’occupation des sols de la commune et de ses infrastructures peut être observée sur les différentes représentations cartographiques du territoire : la carte de Cassini (XVIIIe siècle), la carte d'état-major (1820-1866) et les cartes ou photos aériennes de l'IGN pour la période actuelle (1950 à aujourd'hui).

### Morphologie urbaine
Une des spécificités morphologiques de Saint-Martin-de-Seignanx est son double centre-ville : le plus ancien d'abord (où se trouvent la mairie et l’église Saint-Martin), le « Vieux-Bourg » ; le plus récent, le « Bourg-Neuf » (situé plus au sud) est également appelé « Quartier Neuf ».

### Lieudits et hameaux
Cinq quartiers composent la commune de Saint-Martin-de-Seignanx :
- Irieux ;
- le Bitdaouguen ;
- le Moulin de Puintet (Moulin de Puntet sur les cartes IGN) ;
- Arvigne ;
- Sorsoube et Mongay.

### Logements
En 2009, le nombre total de logements dans la commune était de 1 940. Parmi ces logements, 91,2 % étaient des résidences principales, 4,5 % des résidences secondaires et 4,3 % des logements vacants.
Ces logements étaient pour 79,6 % d'entre eux, des maisons individuelles et pour 20,2 % des appartements. La proportion des résidences principales propriétés de leurs occupants était de 75,9 %.

### Projets d'aménagement
Depuis le 15 novembre 2000, la communauté de communes du Seignanx (à laquelle appartient Saint-Martin-de-Seignanx) s'est dotée d'un programme local de l'habitat (PLH) ; en 2012, la communauté est en phase d’élaboration de son troisième PLH. Le programme d’actions du PLH vise essentiellement en la maîtrise du montant moyen local des loyers, en la participation à des programmes de construction ou encore au développement d'incitation à la rénovation de logements.

### Voies de communication et transports

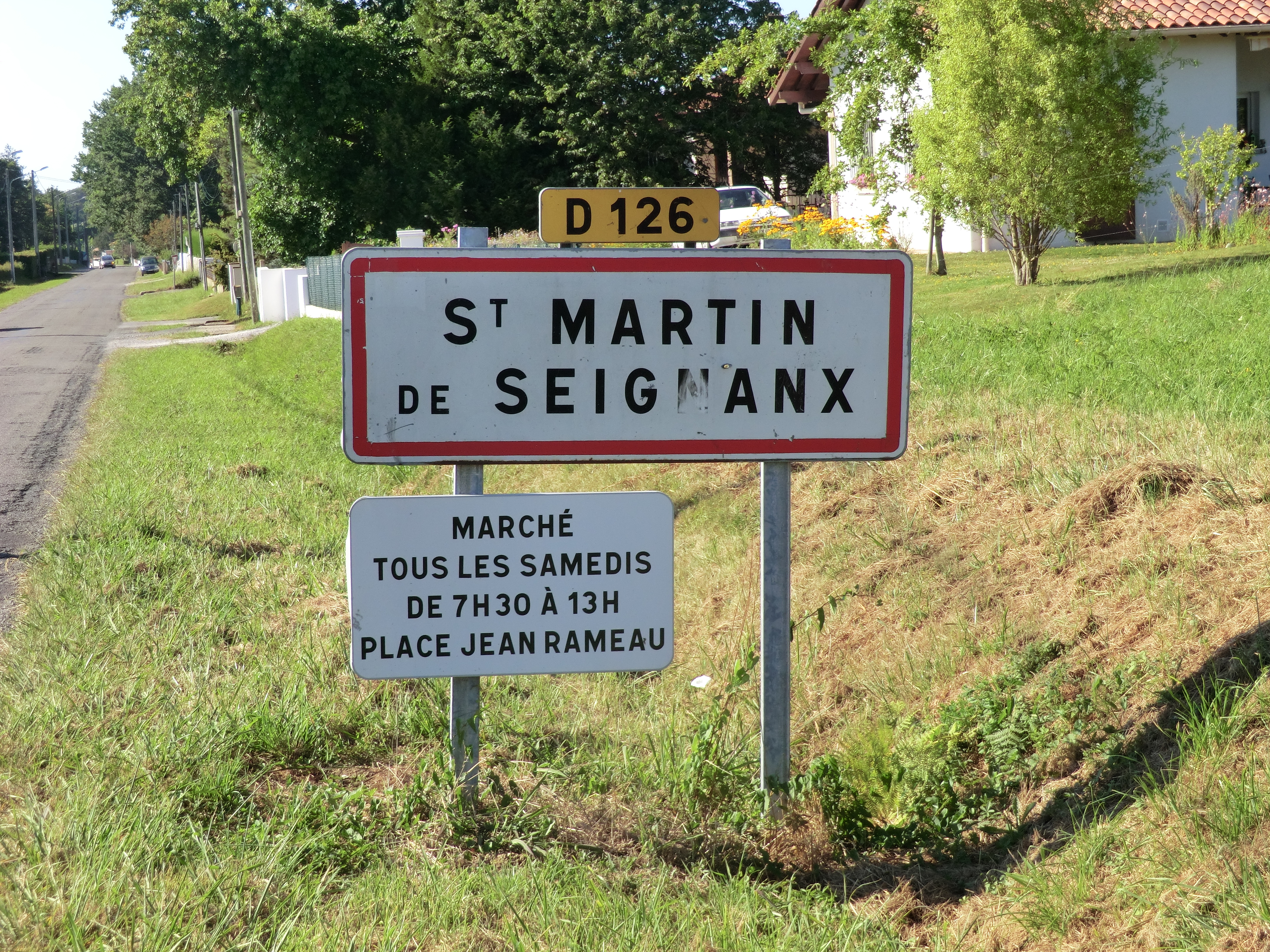
Panneau d'entrée de la ville, sur la RD 126.

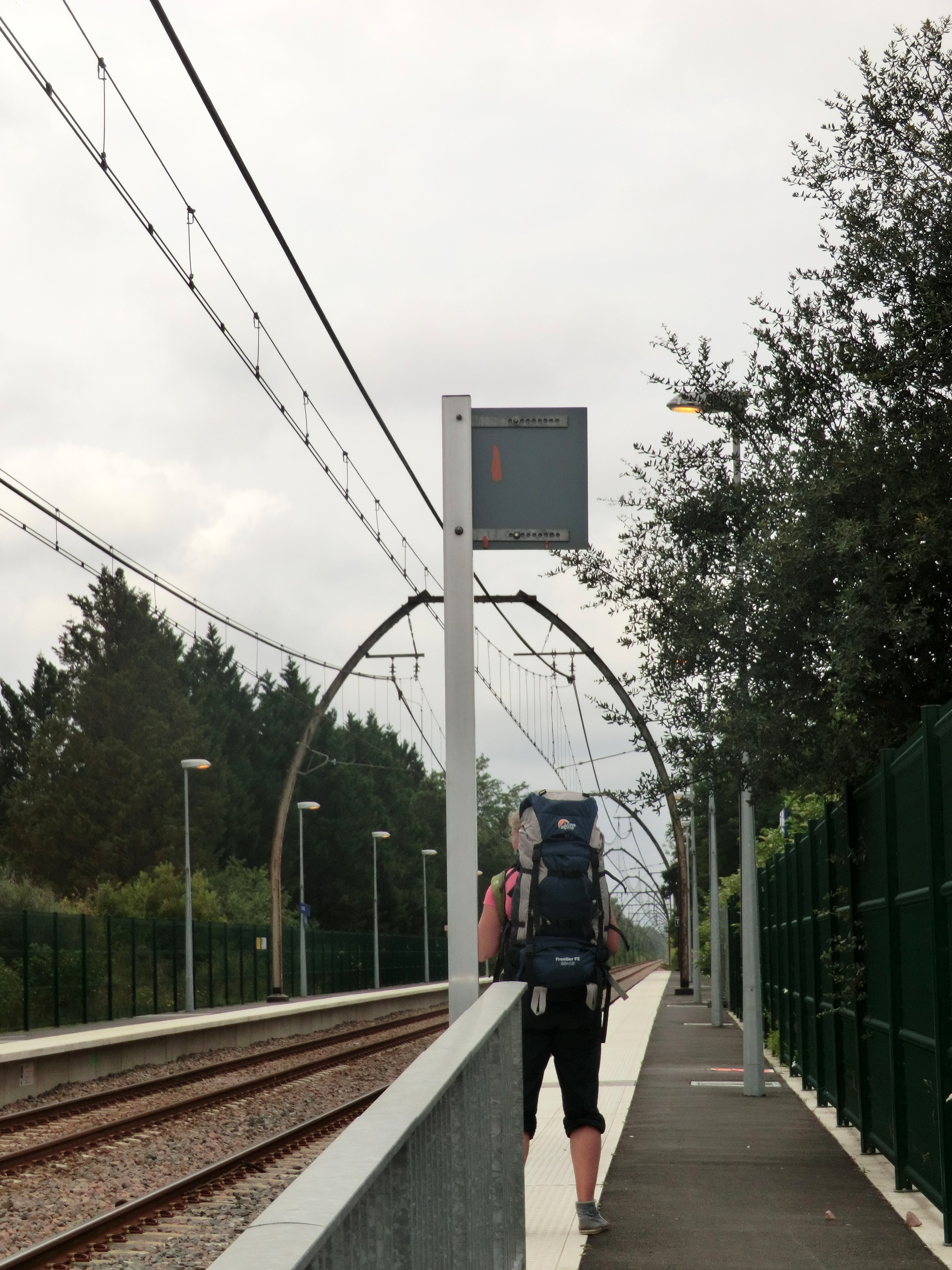
Vue d'un des deux quais de la halte ferroviaire d'Ondres.

#### Routes et autoroutes
Le tracé de l'autoroute A63 effleure le territoire communal à l'ouest. La RD 817 (ex-route nationale 117) traverse le territoire communal (au km 283) dans sa section reliant Orthez à Bayonne. Enfin, un certain nombre de routes départementales traversent Saint-Martin-de-Seignanx, en particulier la RD 26 (ou « route Océane ») qui permet de rallier Ondres (et donc l'océan) ou encore la RD 126 (ou « route de l'Adour ») qui permet de rallier les bords de l’Adour.

#### Transport ferroviaire
Si la commune n'a pas de gare, les gares de Labenne et d'Ondres situées à quelques kilomètres permettent d'emprunter la ligne de Bordeaux-Saint-Jean à Irun. Pour une offre plus importante, la gare de Bayonne permet en particulier de rallier Toulouse.
Saint-Martin-de-Seignanx est concernée par le projet ferroviaire LGV Sud Europe Atlantique qui rencontre une certaine opposition dans la région, à Saint-Martin-de-Seignanx notamment.

#### Autobus
La Régie des Transports Landais dessert la ville de Saint-Martin-de-Seignanx, la ligne 26 du réseau XL'R traversant le territoire communal pour rejoindre Bayonne. De plus une desserte de la commune par le réseau Chronoplus est à l'étude.
Pendant la période estivale un réseau de navette dessert Saint-Martin-de-Seignanx reliant le village à la plage d'Ondres.
Enfin, une ligne spéciale "bus des fêtes", circulant tant la nuit qu'en journée, est assurée durant les fêtes de Bayonne.

#### Transport aérien
L'aéroport de Biarritz-Pays basque est distant d'environ 20 km de la ville.

### Risques majeurs
Le territoire de la commune de Saint-Martin-de-Seignanx est vulnérable à différents aléas naturels : météorologiques (tempête, orage, neige, grand froid, canicule ou sécheresse), inondations, feux de forêts, mouvements de terrains et séisme (sismicité modérée). Un site publié par le BRGM permet d'évaluer simplement et rapidement les risques d'un bien localisé soit par son adresse soit par le numéro de sa parcelle.
Certaines parties du territoire communal sont susceptibles d’être affectées par le risque d’inondation par débordement de cours d'eau, notamment l'Adour, le ruisseau le Boudigau et l'Anguillère. La commune a été reconnue en état de catastrophe naturelle au titre des dommages causés par les inondations et coulées de boue survenues en 1983, 1988, 1992, 1995, 1999, 2009, 2013, 2014 et 2021,.
Saint-Martin-de-Seignanx est exposée au risque de feu de forêt. Depuis le 20 avril 2016, les départements de la Gironde, des Landes et de Lot-et-Garonne disposent d’un règlement interdépartemental de protection de la forêt contre les incendies. Ce règlement vise à mieux prévenir les incendies de forêt, à faciliter les interventions des services et à limiter les conséquences, que ce soit par le débroussaillement, la limitation de l’apport du feu ou la réglementation des activités en forêt. Il définit en particulier cinq niveaux de vigilance croissants auxquels sont associés différentes mesures,.
Les mouvements de terrains susceptibles de se produire sur la commune sont des affaissements et effondrements liés aux cavités souterraines (hors mines) et des tassements différentiels. Par ailleurs, afin de mieux appréhender le risque d’affaissement de terrain, un inventaire national permet de localiser les éventuelles cavités souterraines sur la commune.

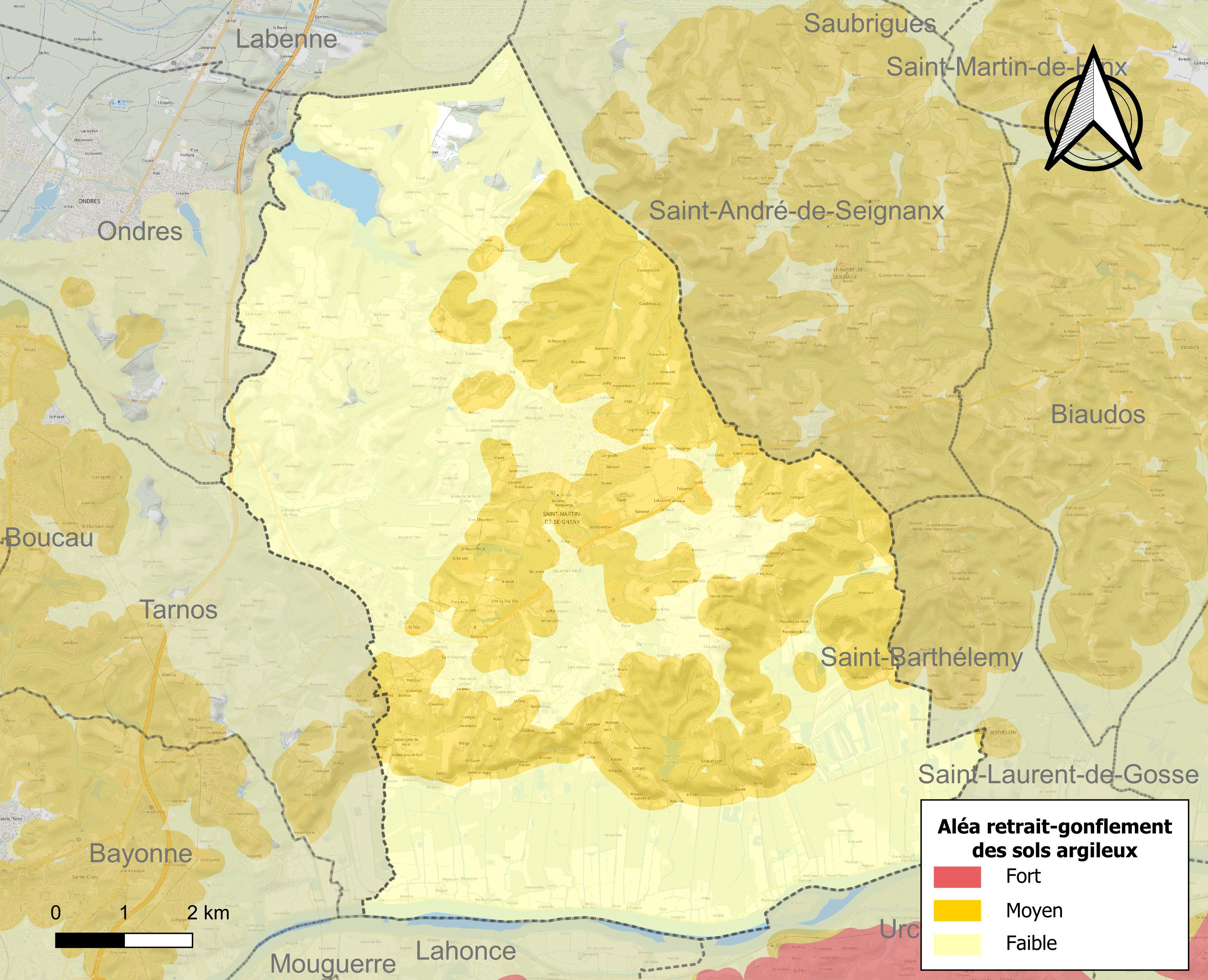
Carte des zones d'aléa retrait-gonflement des sols argileux de Saint-Martin-de-Seignanx.

Le retrait-gonflement des sols argileux est susceptible d'engendrer des dommages importants aux bâtiments en cas d’alternance de périodes de sécheresse et de pluie. 37,6 % de la superficie communale est en aléa moyen ou fort (19,2 % au niveau départemental et 48,5 % au niveau national). Sur les 1 778 bâtiments dénombrés sur la commune en 2019, 667 sont en aléa moyen ou fort, soit 38 %, à comparer aux 17 % au niveau départemental et 54 % au niveau national. Une cartographie de l'exposition du territoire national au retrait gonflement des sols argileux est disponible sur le site du BRGM,.
Concernant les mouvements de terrains, la commune a été reconnue en état de catastrophe naturelle au titre des dommages causés par des mouvements de terrain en 1983 et 1999.

## Toponymie
La famille de Saint-Martin aurait obtenu la dîme de la paroisse du « Pays de Seignanx » en 745 par décision du pape Grégoire III : cela constitue la principale hypothèse concernant l'origine de « Saint-Martin » dans le toponyme. Concernant « Seignanx », il semblerait que le radical seign signifie marais en gascon (sanha en occitan), radical auquel est adjoint le suffixe locatif -anx. Il nous faut préciser que si le Pays du Seignanx semble avoir été hors-eaux depuis très longtemps, il faisait face à l'ancien delta marécageux de l'Adour et au marais d'Orx, asséché partiellement en 1864. Ernest Nègre expose des variantes d'écriture de « Seignanx » : Seyngans en 1242 ou Seignians en 1253. Surtout, il émet l'hypothèse que l'origine de « Seignanx » est un nom propre en latin, Sinnianus ou Sinnius faisant référence à Sinnius Capiton, grammairien romain du IIe siècle av. J.-C. Jean-Pierre Bost suggère de son côté une hypothèse en lien avec la tribu des Cocosates, appelée sexsignani par les Romains, terme qui aurait évolué en signani.
Son nom occitan gascon est Sent Martin de Senhans.

## Histoire

### Antiquité

Carte de la Novempopulanie mettant en évidence le peuple Tarbelli (vertical sur la carte), ex-tribu des Tarbelles.

Il semble qu’à l’arrivée des Romains, la zone correspondant à l’actuel département des Landes, dans sa partie sud, ait été occupée par la tribu des Tarbelles. À la suite de l’occupation romaine, la zone en question fera partie de la peuplade Tarbelli, un des neuf peuples de la Novempopulanie (ou Aquitania novempopulana).

### Moyen Âge et Renaissance
Il semble avéré que la famille de Saint-Martin ait obtenu la dîme de la paroisse du « Pays de Seignanx » en 745 par décision du pape Grégoire III ; cela constitue d'ailleurs une hypothèse sur l'origine du toponyme selon Léon Lafourcade. Aux XIIe et XIIIe siècles, la famille Saint-Martin semble dépossédée de ses dépendances lors de l'occupation anglaise, en punition de l’allégeance de la famille au roi de France ; toutefois, la famille retrouve la possession de ce territoire après l'occupation anglaise. Durant celle-ci la région semble avoir été sous la tutelle de la maison d'Albret. Il faut remonter jusqu'en 1605 pour trouver une trace d'un descendant de la famille de Saint-Martin et occupant effectivement le château de Saint-Martin : il s'agit de Bertrand de Saint-Martin, seigneur du Pays de Seignanx mais également vicomte de Biscarrosse et baron de Capbreton.

### Révolution française
Fin 1790, une assemblée générale réunit tous les électeurs du canton, pour désigner les grand électeurs devant se rendre à Mont-de-Marsan pour la désignation des représentants départementaux : pour le village de Saint-Martin-de Seignanx, furent désigner le curé du village nommé Vidart et un dénommé Forestier. Le curé Vidart, présent dans la commune depuis 1770 est mentionné comme « déporté » dans les registres, dès 1791.
Au cours de la période de la Convention nationale (1792-1795), la commune porta (à partir de 1793), le nom révolutionnaire officiel de Montagne-Seignanx ou Montagne-de-Seignanx. La proposition du changement de nom semble émaner du citoyen Lonchant ; à la suite de la décision de renommage prise par la municipalité, une grande fête aurait eu lieu, durant laquelle un certain nombre de documents relatifs à l'Ancien Régime auraient été brûlés,

### XIXeetXXesiècles
Jusqu'à 1857, Saint-Esprit, aujourd'hui quartier de Bayonne, était une commune des Landes et chef-lieu de canton landais dont dépendait Saint-Martin-de-Seignanx. À la suite de son adjonction aux Pyrénées Atlantiques, Saint-Martin-de-Seignanx devient chef-lieu de canton.
Les deux conflits mondiaux du XXe siècle firent au total cent-quinze victimes issues de la commune : 102 pour le premier conflit mondial et 13 pour le second ; à noter que trois noms relatifs à la guerre d'Algérie sont également inscrits sur le monument aux morts.
Après la Seconde Guerre mondiale, les Landes et Saint-Martin-de-Seignanx en particulier, basculent fortement à gauche, au cours des différents scrutins ; le vote communiste est particulièrement important dans le canton de Saint-Martin-de-Seignanx, où une tradition de mobilisation en matière de lutte sociale existe (comme dans le reste des Landes), en particulier chez les résiniers.
Claude Lévi-Strauss avant son départ pour le Brésil qui déterminera sa carrière de scientifique, a d'abord songé à une carrière politique. Après l'obtention de l'agrégation de philosophie, il est nommé professeur au lycée Victor-Duruy de Mont-de-Marsan ; il est parallèlement candidat aux cantonales de 1933 dans les Landes. Sa vocation politique sera annihilée par un accident de la route dans la région, alors qu’il était en compagnie de Pierre Dreyfus. Interrompant cette « carrière politique » en devenir, Claude Lévi-Strauss n'aura finalement fait qu'une seule réunion politique en tant que candidat aux cantonales : en mars 1933, à Saint-Martin-de-Seignanx, à l'occasion de l'inauguration d'une des écoles, il prononce un discours intitulé Vers une culture nouvelle : socialisme et laïcité.
Le 19 décembre 2002, Ibón Fernández de Iradi (es), alias « Súsper », l'un des chefs présumés de la branche militaire de l'ETA, est arrêté à Saint-Martin-de-Seignanx. Dans la nuit du 21 au 22, il s'évade du commissariat de Bayonne où il était en garde à vue.

## Politique et administration

### Rattachements administratifs et électoraux
La commune se trouve dans l'arrondissement de Dax du département des Landes. Pour l'élection des députés, elle fait partie depuis 2012 de la deuxième circonscription des Landes.
Elle faisait partie de 1793 à 1858 du canton de Saint Esprit, année où elle devient le chef-lieu du canton de Saint-Martin-de-Seignanx. Dans le cadre du redécoupage cantonal de 2014 en France, ce canton disparait la commune devient le bureau centralisateur du nouveau canton du Seignanx.

### Intercommunalité
La commune est le siège de la communauté de communes du Seignanx, créée fin 1993.

### Tendances politiques et résultats
Le vote à Saint-Martin-de-Seignanx favorise le plus souvent la gauche. Cette tendance semble confirmée par la plupart des consultations électorales récentes, locales et nationales.
Aux second tour de l'élections municipales de 2008, la participation a été de 78,8 % : la liste de Christine Dardy a obtenu 1 061 voix (soit 38,15 %) des suffrages exprimés, la liste de Denis Sève a obtenu 1 020 voix (36,68 %) et la liste de Martine Hontabat, 700 voix soit 25,17 % des suffrages exprimés. À la suite de l’élection, Denis Sève a déposé auprès du tribunal administratif un recours en annulation pour irrégularité. Ce recours a été rejeté en première instance ; Christine Dardy a qualifié « les accusations portées à sa liste majoritaire et au personnel communal » de « gravissimes et infondées ».
À l'élection présidentielle française de 2012, le premier tour voit François Hollande (PS) arriver en tête avec 33,04 % des suffrages exprimés, suivi de Nicolas Sarkozy (UMP) crédité de 22,34 % ; la participation a été de 84,22 %. Au second tour, François Hollande obtient 57,26 % des suffrages contre 42,74 % pour Nicolas Sarkozy (la participation a été de 86,31 %). Au second tour de l'élection présidentielle de 2002, les électeurs ont voté à 88,03 % pour Jacques Chirac (RPR) et à 11,97 % pour Jean-Marie Le Pen (FN), avec une participation de 84,33 % ; Le premier tour avait vu Lionel Jospin (PS) parvenir en tête avec 21,05 % pour une participation de 75,17 %. Celle-ci est bien supérieure au premier tour de l'élection présidentielle de 2007 : 91,25 % de participation : Ségolène Royal (PS) obtient 29,74 % suivie de Nicolas Sarkozy avec 26,17 % ; au second tour, Ségolène Royal obtient 53,48 % contre 46,52 % (95,82 % de participation).
L’élection municipale de 2014 s’est jouée au premier tour avec l’arrivée en tête de la liste menée par Lionel Causse recueillant 1 557 voix, soit 58,55% des suffrages exprimés, cette liste étant un rassemblement entre certains proche du Parti socialiste rattachés lors de l’élection de 2008 à Martine Hontabat et l’association Demain Saint Martin, regroupant membres de l’UMP, de l’UDI et simples citoyens, représentée lors de la dernière élection par Denis Seve.
La deuxième liste Vivre Ensemble Saint Martin (DVG et PC) menée par Christine Dardy a obtenu 1 102 voixsoit 41,44% des suffrages exprimés. La participation a été de 72,23 %.
Le 22 juillet 2017, à la suite de l'élection Lionel Causse comme député des Landes, Isabelle Azpeïta a été élue maire par le conseil municipal par 15 voix, 7 blancs et 5 voix pour le second candidat, Julien Fichot. Cette élection a fait suite à de nombreux conflits, divisions et menaces de démissions au sein de la liste majoritaire de rassemblement. Elle entraîne la démission du premier adjoint, Jean Michel Gracia, apparenté PS et l'élection à sa place de Francis Geraudie ex-candidat UMP et UDI. Cette élection ne met pas fin aux tensions constatées dans la liste majoritaire, puisque cinq élus de celle-ci démissionnent en mars 2018, déclarant contester le « fonctionnement du nouvel exécutif tel qu’il leur a été imposé depuis neuf mois »,.
Lors des municipales 2020 s'affronteront une liste conduite par Isabelle Azpeïta apparentée LREM, DVD  et une liste citoyenne et participative à sensibilité de gauche conduite par Julien Fichot.

### Politique locale
Compte tenu de la population de la commune, son conseil municipal compte lors des élections municipales de 2020 vingt-neuf conseillers dont le maire et ses adjoints.

### Liste des maires
Six maires se sont succédé depuis 1944.
| Période      | Période      | Identité                             | Étiquette            | Qualité |
| ------------ | ------------ | ------------------------------------ | -------------------- | --- |
| 1944         | 1947         | Pierre Desperges                     |                      | |
| 1947         | 1977         | Léon Lafourcade                      | Radical              | Conseiller général de Saint-Martin-de-Seignanx (1958→ 1964) |
| mars 1977    | mars 2001    | Jean-Louis Rouet                     | PRG                  | |
| mars 2001    | mars 2014    | Christine Dardy (Christine Lassalle) | PRG                  | Agricultrice |
| mars 2014    | juillet 2017 | Lionel Causse                        | PS puis SE puis LREM | Cadre bancaire Conseiller général de Saint-Martin-de-Seignanx (2008 → 2015) Député des Landes (2e circ.) (2017 → ) Démissionnaire à la suite de son élection comme député |
| juillet 2017 | mai 2020     | Isabelle Azpeïtia                    | LREM                 | |
| mai 2020     | En cours     | Julien Fichot                        | DVG                  | 1er vice-président de la communauté de communes du Seignanx (2020-) |

### Politique de développement durable

#### Gestion des déchets
Appartenant au syndicat intercommunal (Sitcom) Côte Sud des Landes, la commune de Saint-Martin-de-Seignanx participe à la gestion et au fonctionnement de vingt-deux déchèteries communautaires, dont une située sur le territoire communal.

#### Protection de l'environnement
Près de sept kilomètres des barthes de l'Adour se trouvent sur le territoire communal où le CPIE[C'est-à-dire ?] Seignanx et Adour gère la réserve naturelle de Lesgau (dédiée plus spécialement aux oiseaux migrateurs) et le jardin des sens (orienté vers la sensibilisation aux enjeux de l’environnement)[réf. nécessaire].

#### Prévention des inondations
La proximité immédiate de l’Adour soumet une partie du territoire communal au risque de crues : la commune est donc particulièrement intéressée par le service de prévision des crues du système VigiCrues du ministère de l’écologie pour son analyse temps-réel du risque pour l'Adour et en particulier, par les relevés effectués à Urt.

### Jumelages

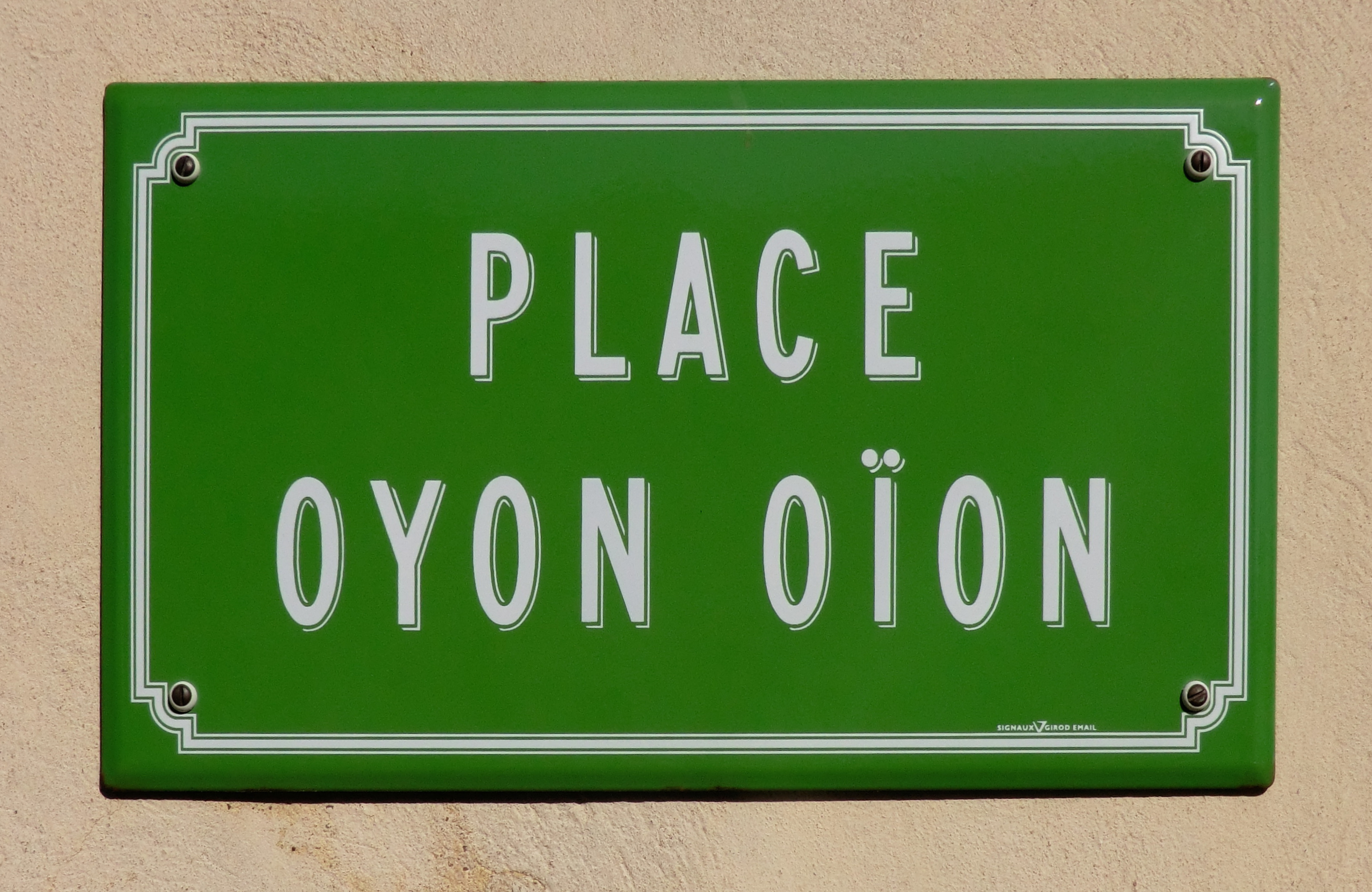
Place Oyón-Oion (place de la mairie) à Saint-Martin-de-Seignanx.

Au 25 juillet 2012, Saint-Martin-de-Seignanx est jumelée avec Oyón-Oion (Espagne). Ce jumelage existe depuis 1999.
| Oyón-Oion Saint-Martin-de-Seignanx |

## Population et société

### Démographie
Le gentilé de la commune est Saint-Martinois.

#### Évolution démographique
L'évolution du nombre d'habitants est connue à travers les recensements de la population effectués dans la commune depuis 1793. Pour les communes de moins de 10 000 habitants, une enquête de recensement portant sur toute la population est réalisée tous les cinq ans, les populations de référence des années intermédiaires étant quant à elles estimées par interpolation ou extrapolation. Pour la commune, le premier recensement exhaustif entrant dans le cadre du nouveau dispositif a été réalisé en 2004.

En 2022, la commune comptait 6 123 habitants, en évolution de +14,47 % par rapport à 2016 (Landes : +5,78 %, France hors Mayotte : +2,11 %).
| 1793  | 1800  | 1806  | 1821  | 1831  | 1836  | 1841  | 1846  | 1851  |
| ----- | ----- | ----- | ----- | ----- | ----- | ----- | ----- | ----- |
| 2 151 | 1 838 | 1 976 | 2 092 | 2 280 | 2 411 | 2 515 | 2 489 | 2 592 |

| 1856  | 1861  | 1866  | 1872  | 1876  | 1881  | 1886  | 1891  | 1896  |
| ----- | ----- | ----- | ----- | ----- | ----- | ----- | ----- | ----- |
| 2 497 | 2 627 | 2 697 | 2 703 | 2 740 | 2 713 | 2 605 | 2 524 | 2 548 |

| 1901  | 1906  | 1911  | 1921  | 1926  | 1931  | 1936  | 1946  | 1954  |
| ----- | ----- | ----- | ----- | ----- | ----- | ----- | ----- | ----- |
| 2 614 | 2 634 | 2 509 | 2 275 | 2 272 | 2 281 | 2 109 | 2 019 | 2 044 |

| 1962  | 1968  | 1975  | 1982  | 1990  | 1999  | 2004  | 2006  | 2009  |
| ----- | ----- | ----- | ----- | ----- | ----- | ----- | ----- | ----- |
| 2 003 | 2 053 | 2 318 | 2 903 | 3 047 | 3 903 | 4 266 | 4 710 | 4 724 |

| 2014  | 2019  | 2022  | - | - | - | - | - | - |
| ----- | ----- | ----- | - | - | - | - | - | - |
| 5 016 | 5 776 | 6 123 | - | - | - | - | - | - |

#### Pyramide des âges
La population de la commune est relativement jeune.
En 2018, le taux de personnes d'un âge inférieur à 30 ans s'élève à 31,7 %, soit au-dessus de la moyenne départementale (29,2 %). À l'inverse, le taux de personnes d'âge supérieur à 60 ans est de 28,0 % la même année, alors qu'il est de 32,1 % au niveau départemental.
En 2018, la commune comptait 2 724 hommes pour 2 908 femmes, soit un taux de 51,63 % de femmes, légèrement supérieur au taux départemental (51,52 %).
Les pyramides des âges de la commune et du département s'établissent comme suit.
| Hommes | Classe d’âge | Femmes |
| ------ | ------------ | ------ |
| 0,6    | 90 ou +      | 2,9    |
| 7,8    | 75-89 ans    | 9,9    |
| 17,1   | 60-74 ans    | 17,4   |
| 21,9   | 45-59 ans    | 20,3   |
| 19,7   | 30-44 ans    | 18,9   |
| 14,3   | 15-29 ans    | 13,2   |
| 18,6   | 0-14 ans     | 17,5   |

| Hommes | Classe d’âge | Femmes |
| ------ | ------------ | ------ |
| 0,9    | 90 ou +      | 2,3    |
| 9      | 75-89 ans    | 11,5   |
| 20,6   | 60-74 ans    | 21,6   |
| 21,5   | 45-59 ans    | 20,7   |
| 17,4   | 30-44 ans    | 17,1   |
| 14,2   | 15-29 ans    | 12,1   |
| 16,4   | 0-14 ans     | 14,6   |

### Enseignement

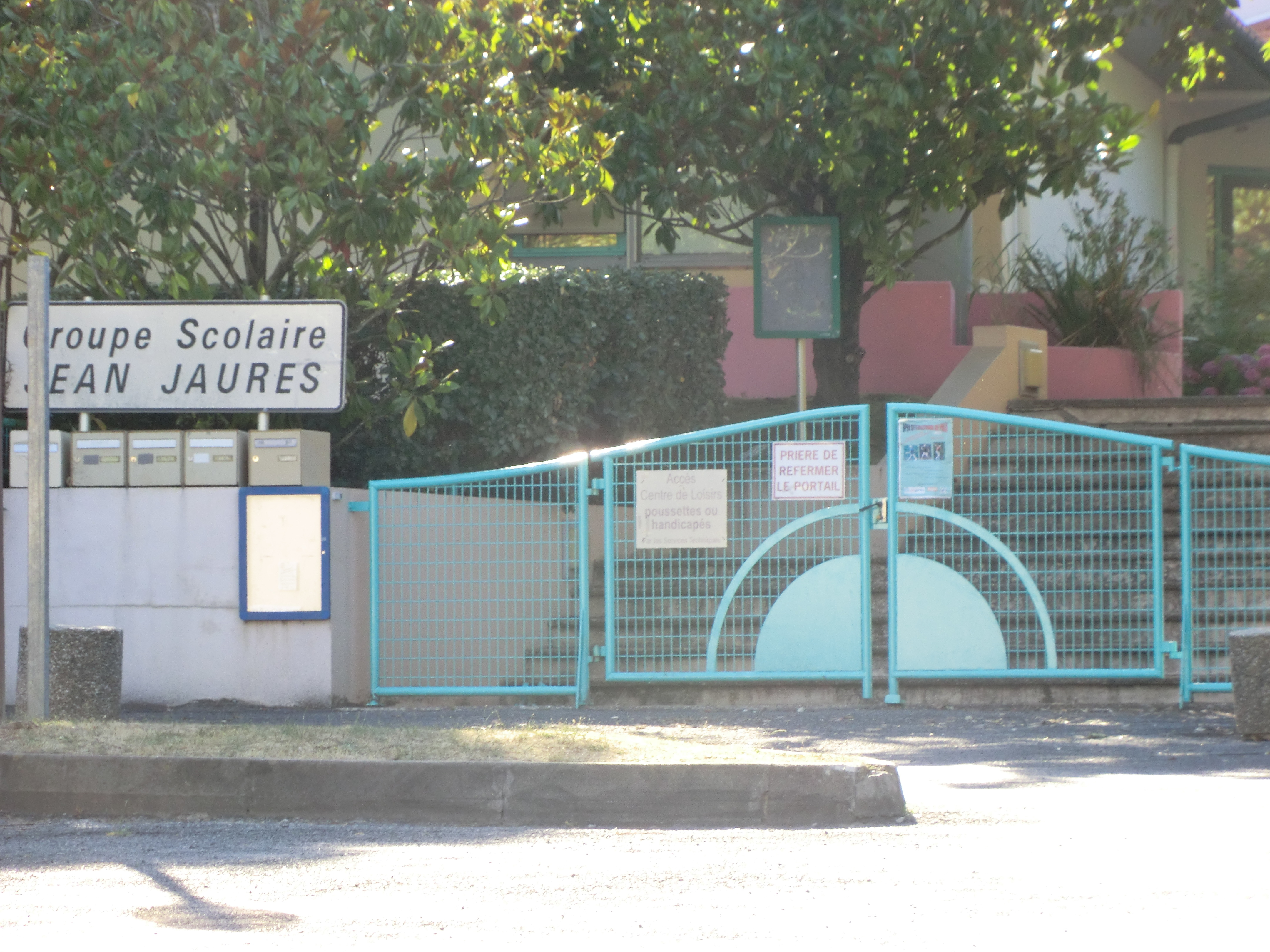
L'école primaire Jean-Jaurès de Saint-Martin-de-Seignanx.

La commune dispose des écoles maternelles Émile-Cros (qui inclut une filière bilingue français / occitan de Gascogne depuis la rentrée 2011) et Pauline-Kergomard. Au niveau du primaire, la commune dispose des écoles Jules-Ferry et Jean-Jaurès. Enfin, le collège François-Truffaut se trouve sur le territoire communal.

### Santé
Plusieurs médecins généralistes sont installés dans la commune, ainsi que des dentistes, infirmiers, kinésithérapeutes et plusieurs autres spécialistes médicaux ou para-médicaux.
Deux maisons de retraite sont présentes sur le territoire : celle de La Martinière et la maison de retraite Léon-Lafourcade.
Enfin, une antenne de caisse d'allocations familiales est basée dans la commune.

### Sports et associations

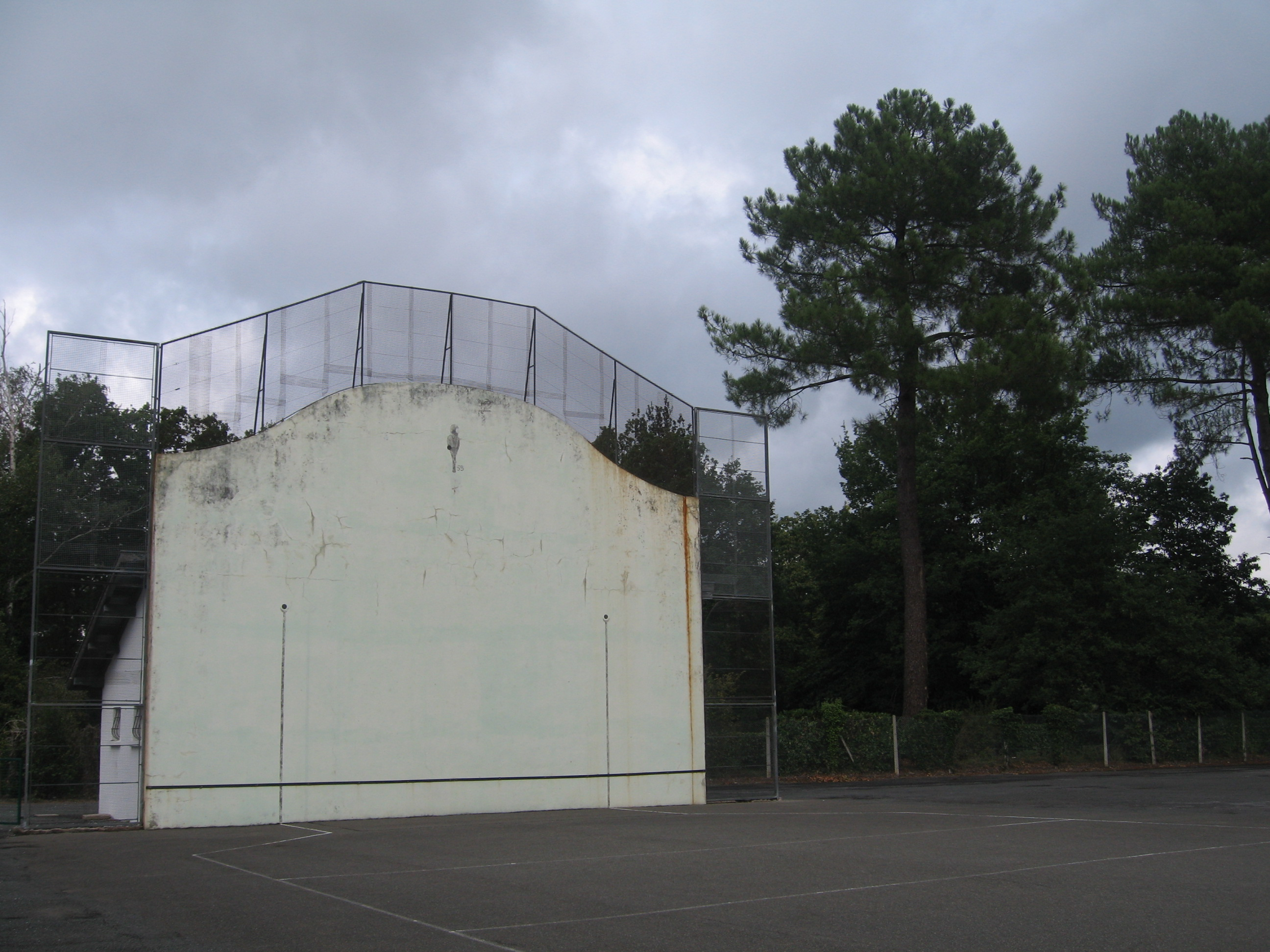
Le fronton de Saint-Martin-de-Seignanx.

La commune dispose pour la pratique du sport du stade municipal Lucien-Goni utilisé par plusieurs associations sportives de la ville. Comme la plupart des communes environnantes, la commune dispose d'un fronton pour la pratique de la pelote basque.

#### Rugby
Le premier club de rugby de la ville est créé en 1936 sous le nom de Saint-Martin-de-Seignanx olympique, avant de disparaître en 1952.
Un second club est recréé en 1977 sous le nom d'Association sportive saint-martinoise.
Parmi les joueurs révélés à Saint-Martin-de-Seignanx, on compte notamment Daniel Labadie (SMSO, années 1940) et Franck Corrihons (ASSM, années 1980).
L'Association sportive saint-martinoise a obtenu un certain nombre de résultats : 
- Champion de France de 1re série en 2015 ;
- Finaliste du championnat de France de 2e série en 1993 ;
- Champion de France de 3e série en 1992 ;
- Champion de France de 4e série en 1990.

Le vingtième anniversaire du titre de 1992, a d'ailleurs donné lieu à une commémoration festive en mai 2012.

#### Fêtes et culture locale
Le premier jour de mai est l'occasion d'une fête spécifique aux Landes de Gascogne, la mayade.
Initialement considérée comme un moment de retrouvailles entre les jeunes saint martinois lors de leur retour de service militaire, cette tradition a perduré dans le temps malgré la fin de cette obligation républicaine. Les mayés sont ainsi à Saint Martin la classe des 20 ans c'est-à-dire l'ensemble des saint-martinois fêtant leur 20 ans durant l'année. A contrario des villes voisines qui ont fait évoluer l'age des mayés pour constituer une étape symbolique bien souvent pour les 18 ans.
Les jeunes mayés saint-martinois organisent ainsi un plantage d'un mai (pin coupé et décoré) sur la place publique qu'il convient de garder toute la nuit pour que celui ne soit pas couper par des voisins à la recherche d'un trophée respecté. Des mais sont également plantés chez le maire, la marraine de la classe ainsi que le parrain.
Le traditionnel repas préparé par la classe a également été relancé lors des mayades de la classe 89.
Dans la commune les fêtes traditionnelles, en l'honneur de la Saint-Martin, se déroulent autour du 11 novembre. Toutefois les fêtes les plus importantes sont les fêtes d'Été programmées le week-end suivant le 15 août. À l'origine organisée sur le fronton du quartier neuf, elles sont actuellement situées sur le stade Lucien-Goni. Elles se déroulent sur 4 jours, du vendredi au lundi, et proposent un programme éclectique se voulant intragénérationnel allant d'activités sportives (course pédestre, de vélo, concours de pétanque) à festives (repas, soirées, concerts).

### Médias
Le journal Sud Ouest évoque régulièrement l'actualité locale ; un correspondant local assure également l'actualisation d'un blog dédié. De plus, la commune édite un bulletin municipal d'information, consultable en ligne.

### Cultes

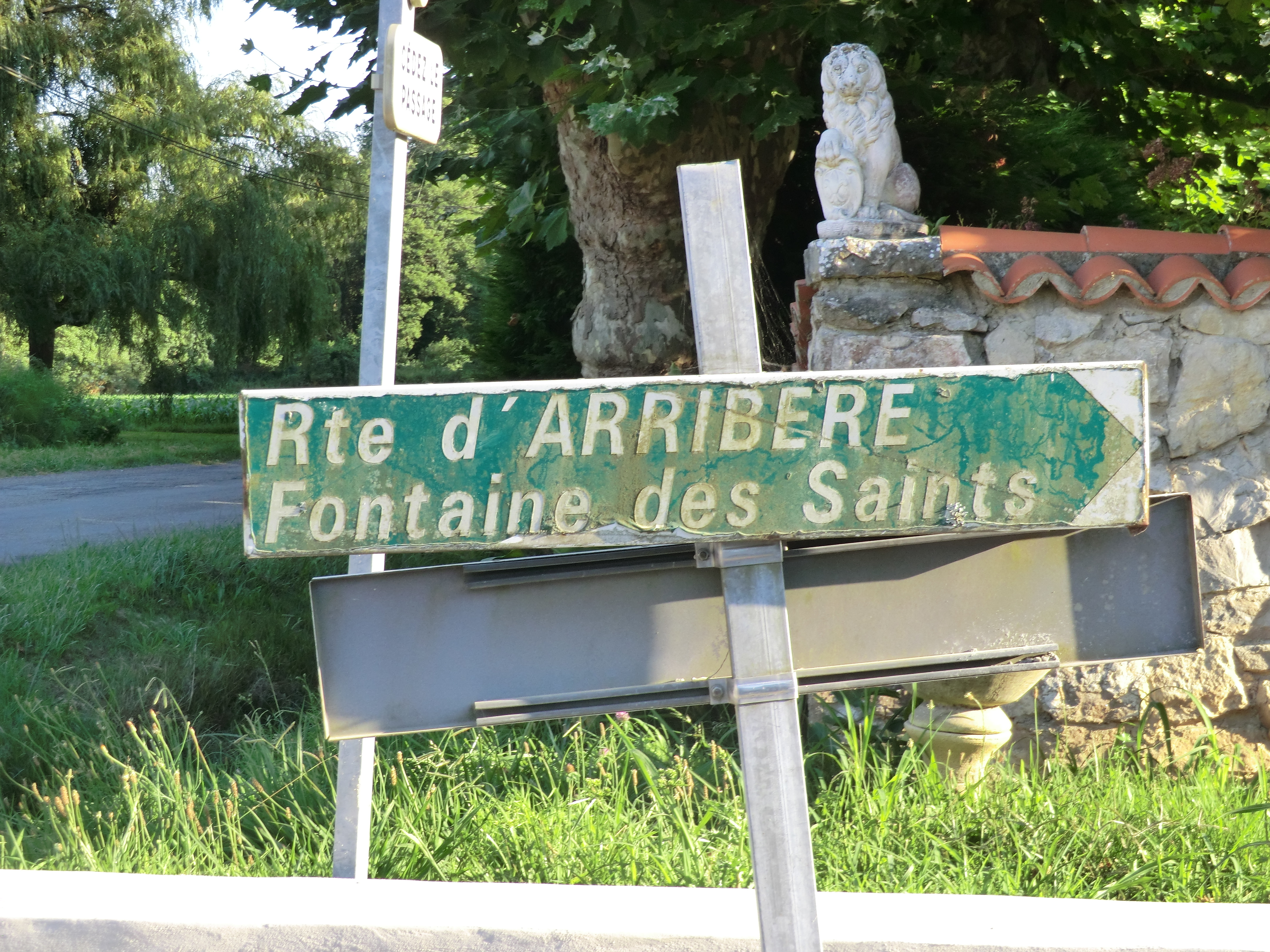
Panneau indicateur de la Fontaine des Saints.

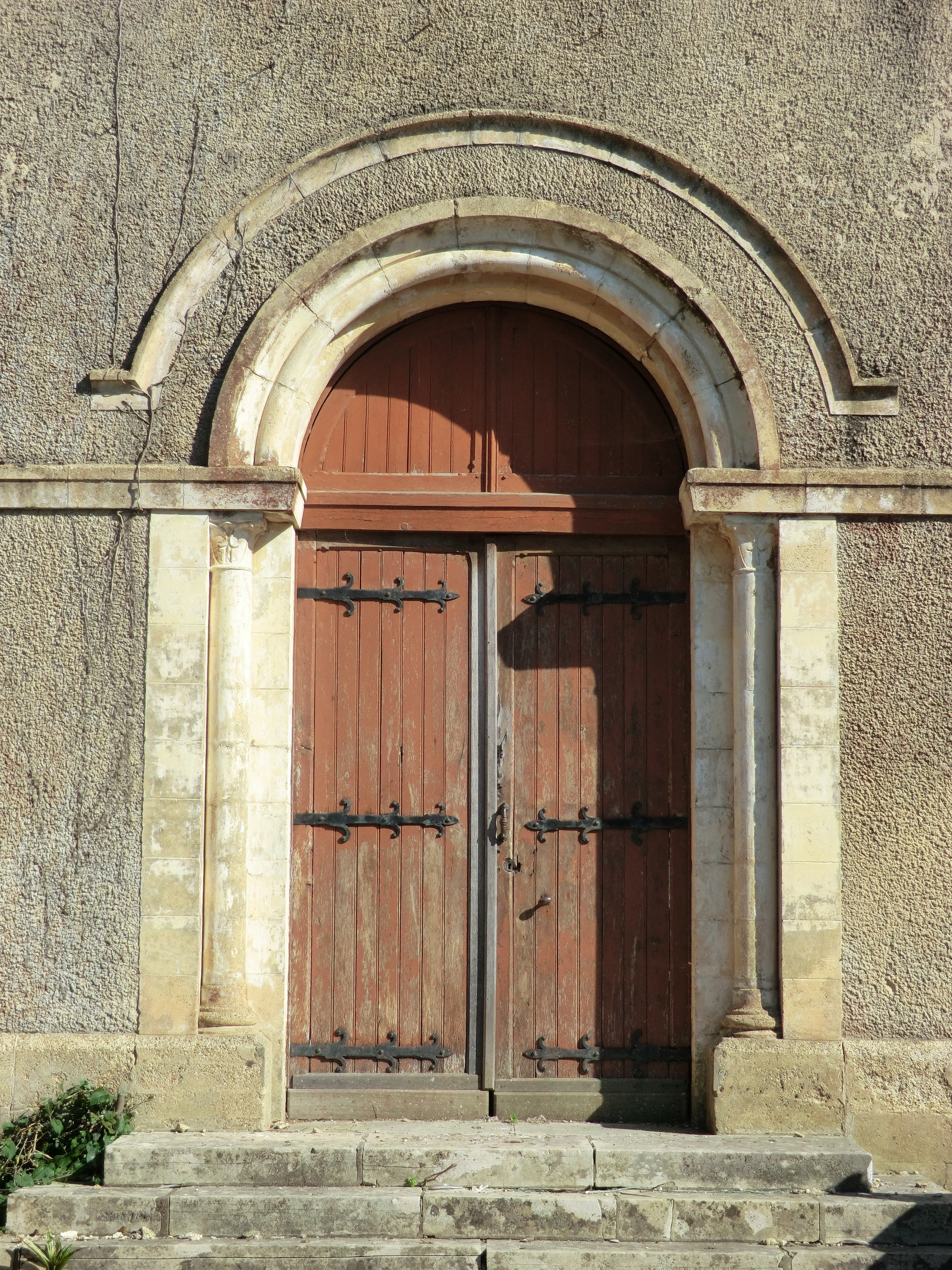
Porte de l’église du Bourg-Neuf.

Les deux églises de la ville, celle du Bourg-Neuf et celle dédiée à saint Martin sont consacrées au culte catholique au sein de la paroisse Saint-Paul-du-Seignanx, elle-même dépendant du diocèse d'Aire et Dax. À ce jour Mario Vilas, reconnu pour ses talents de musicien, est l'organiste de la paroisse.
Depuis les années 1960, des sœurs de la congrégation des sœurs hospitalières du Sacré-Cœur de Jésus se sont installées dans le quartier du Bourg-Neuf où elles gèrent la maison de retraite de La Martinière,.
Des lieux de culte relatifs à d'autres confessions sont situés à proximité, en particulier à Bayonne : La synagogue de Bayonne (quartier Saint-Esprit), la mosquée de Bayonne (située rue Daniel-Argote), le temple protestant (située à l'angle de la rue Albert-Ier et de la rue du Temple) et l’église évangélique (quartier Saint-Esprit).
Enfin, Saint-Martin-de-Seignanx se trouve à proximité du parcours du pèlerinage de Saint-Jacques-de-Compostelle qui passe en particulier par Ondres, Tarnos ou encore Labenne. La Fontaine des Saints située à Saint-Martin-de-Seignanx constituait autrefois un fréquent détour effectué par les pèlerins.

## Économie

### Revenus de la population et fiscalité
Selon l'enquête de l'Insee, le revenu moyen net par foyer était en 2008 de l'ordre de 24 833 euros par an. 57,0 % des foyers fiscaux de la commune étaient alors imposables.
En 2009, le revenu fiscal médian par ménage était de 20 017 €, ce qui plaçait Saint-Martin-de-Seignanx au 6 652e rang parmi les 31 604 communes de plus de 50 ménages en métropole.

### Emploi

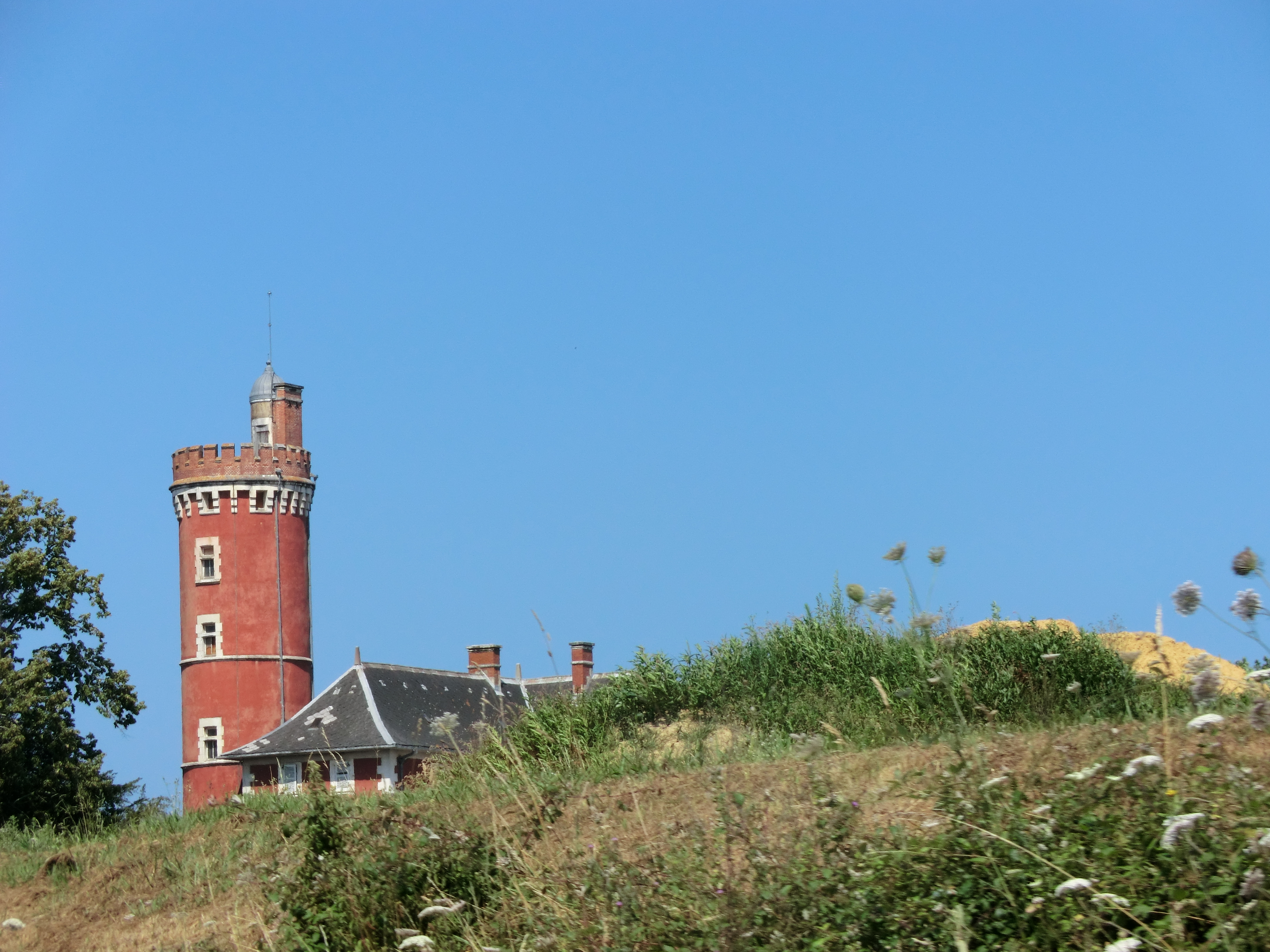
La tour du « Château Rouge » de Saint-Martin-de-Seignanx, lieu abritant un centre d'aide par le travail.

En 2009, la population de Saint-Martin-de-Seignanx se répartissait ainsi : 73,2 % d'actifs (ce qui est nettement supérieur à la moyenne nationale) et 12,0 % de retraités. Seulement 24,5 % des actifs de 15 ans ou plus ayant un emploi et résidant à Saint-Martin-de-Seignanx, travaillaient à Saint-Martin-de-Seignanx ; au contraire, 52,8 % d'entre eux avaient une activité professionnelle, dans un autre département que les Landes, notamment dans l'agglomération bayonnaise.
En 2009 toujours, le taux de chômage était de 5,2 % contre 6,2 % en 1999. Les agences Pôle emploi pour la recherche d'emploi les plus proches sont celles de Tarnos (6 km), Boucau (6 km) puis celle de Bayonne-Marine, à environ 9 km par voie routière.
Enfin, précisons que le « Château Rouge » (situé sur la Route Océane en direction d'Ondres) accueille un établissement et service d'aide par le travail (anciennement Centre d'Aide par le Travail) géré par l'association Emmaüs.
Population active de 15 à 64 ans selon la catégorie socioprofessionnelle à Saint-Martin-de-Seignanx
|                              | Agriculteurs | Artisans, commerçants, chefs d'entreprise | Cadres, professions intellectuelles | Professions intermédiaires | Employés | Ouvriers | Population active totale |
| ---------------------------- | ------------ | ----------------------------------------- | ----------------------------------- | -------------------------- | -------- | -------- | ------------------------ |
| 2009                         | 40           | 184                                       | 192                                 | 560                        | 644      | 516      | 2 140                    |
| 1999                         | 56           | 184                                       | 132                                 | 368                        | 592      | 448      | 1 792                    |
| Sources des données : Insee. |              |                                           |                                     |                            |          |          |                          |

### Entreprises et commerces
Au 1er janvier 2011, le territoire de Saint-Martin-de-Seignanx accueille 235 entreprises. Trois employeurs comptent plus de cinquante salariés. 31 entreprises ont été créées (hors agriculture) en 2011, dont 22 entreprises individuelles (parmi elles, 17 étaient sous statut d'auto-entrepreneurs).
Répartition des établissements par domaines d'activité au 1er janvier 2009
|                             | Ensemble | Agriculture | Industrie | Construction | Transports et services divers | Administration publ., enseignement, santé |
| --------------------------- | -------- | ----------- | --------- | ------------ | ----------------------------- | ----------------------------------------- |
| Nombre d'établissements     | 369      | 52          | 27        | 47           | 180                           | 63                                        |
| Part en %                   | 100,0 %  | 14,1 %      | 7,3 %     | 12,7 %       | 48,8 %                        | 17,1 %                                    |
| Sources des données : INSEE |          |             |           |              |                               |                                           |

La commune compte un certain nombre de commerces de proximité et en particulier, le petit centre commercial Jean-Rameau qui inclut un supermarché Super U.

#### Tourisme

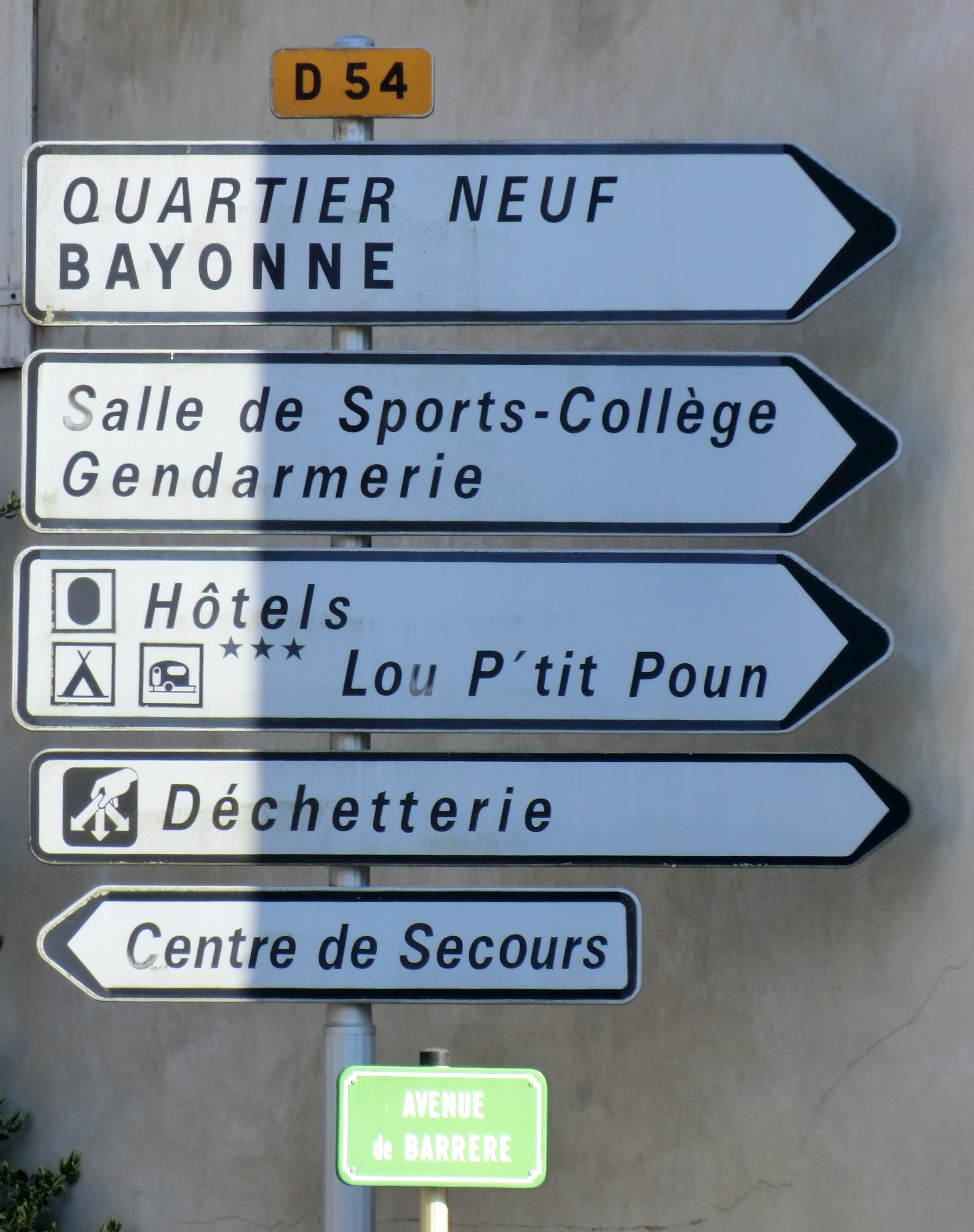
Panneau indicateur situé au Vieux-Bourg indiquant le terrain de camping en direction du Quartier-Neuf.

La ville ne dispose pas d'hôtel étoilé ; son activité touristique s'appuie donc sur deux offres en matière de logement : un terrain de camping offrant 168 emplacements au 1er janvier 2012 et 87 résidences secondaires (en 2009) soit 4,7 % de l'ensemble des logements (toujours en 2009).

#### Agriculture
L'activité agricole demeure l'une des principales activités économiques de Saint-Martin-de-Seignanx. En 2000, la commune comptait vingt-trois exploitations professionnelles (contre trente-deux en 1988), pour une surface agricole utile totalisant 1 262 ha (contre 1 436 ha en 1988). En 2000, 1 089 ha de cette surface totale étaient labourables dont 718 ha consacrés aux céréales. Enfin, l'activité d'élevage est encore présente en 2000 (cinq exploitations se consacrent à l’élevage bovin et douze à d'autres animaux).

## Culture et patrimoine

### Monuments religieux

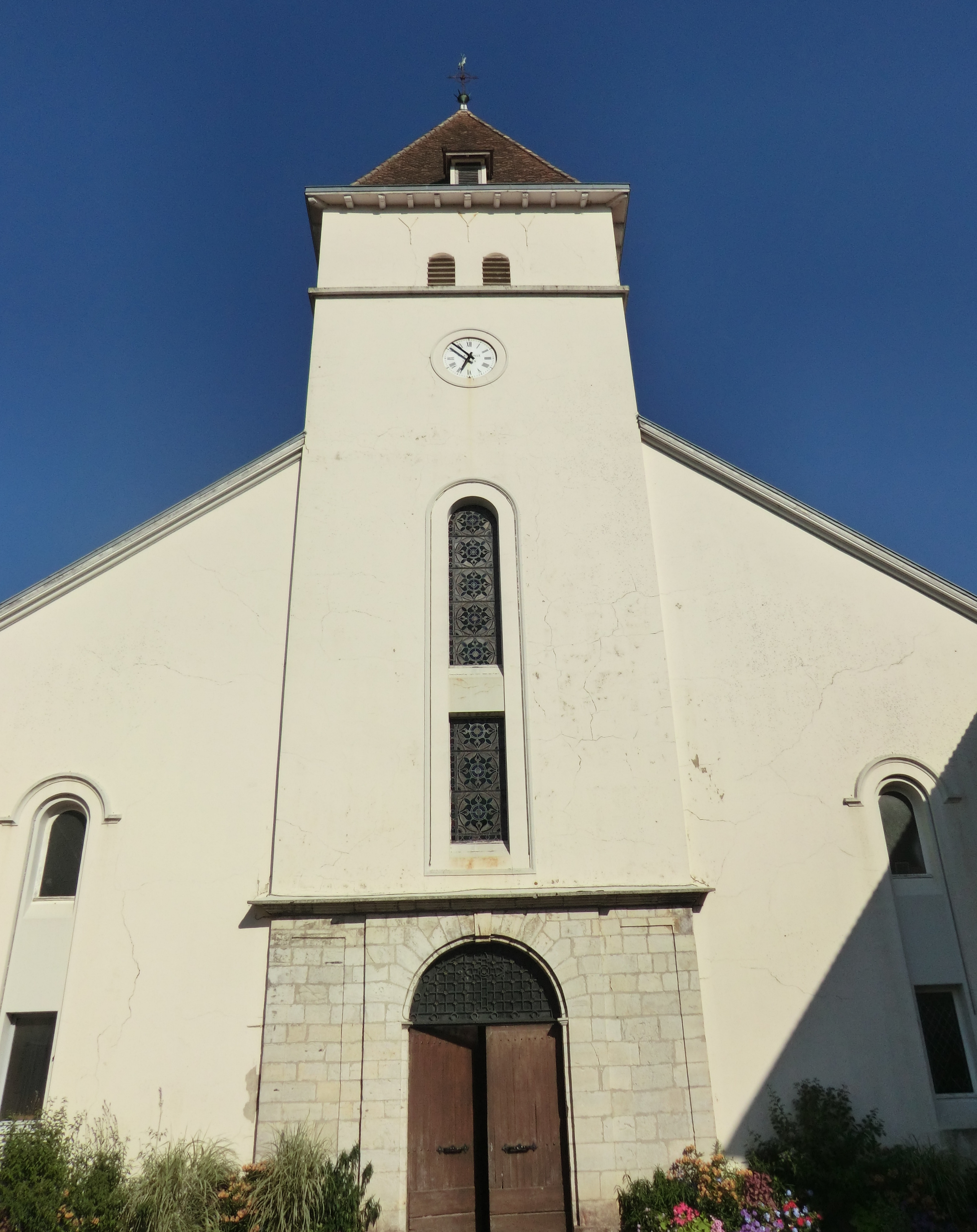
Vue de l’église paroissiale Saint-Martin.

L’église paroissiale Saint-Martin fait l'objet d'une inscription à l'inventaire général des monuments historiques. Celle-ci est située place Oyon-Oïon, face à la mairie. La chapelle de cette église est dédiée à saint Jean-Marie Vianney, curé d'Ars dans l'Ain. À noter qu'une seconde église se trouve sur le territoire communal : l'église du Bourg-Neuf.
Citons également, la fontaine des Saints, monument situé au sud-ouest du territoire communal : le monument fut un lieu de pèlerinage. Un certain nombre de statues et d'objets ornant cette fontaine sont maintenant à l'intérieur de l’église Saint-Martin. Ces objets font l'objet d'une inscription à l'inventaire général du patrimoine culturel.

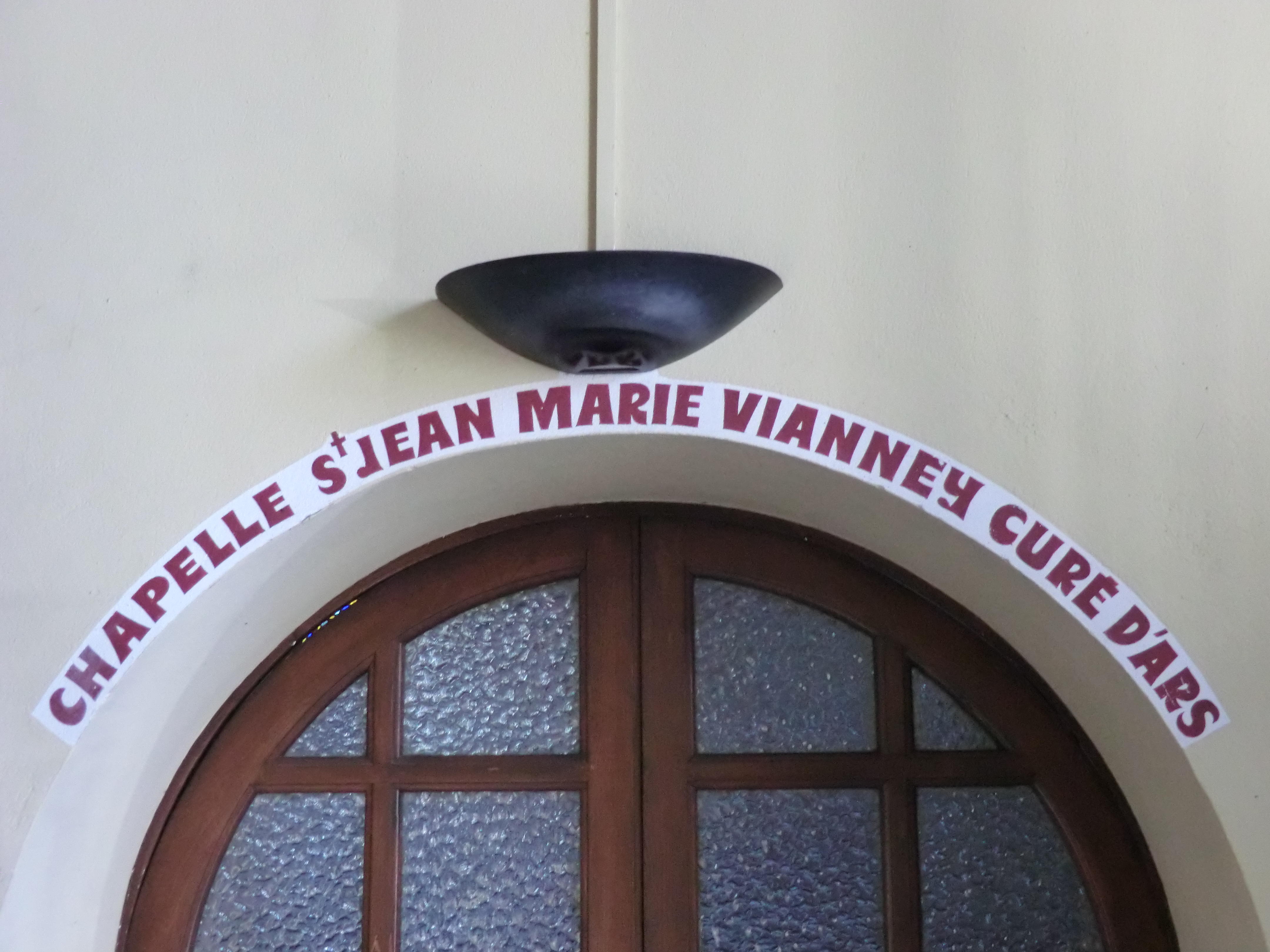
Entrée de la chapelle de Saint Jean-Marie Vianney de l’église Saint-Martin.
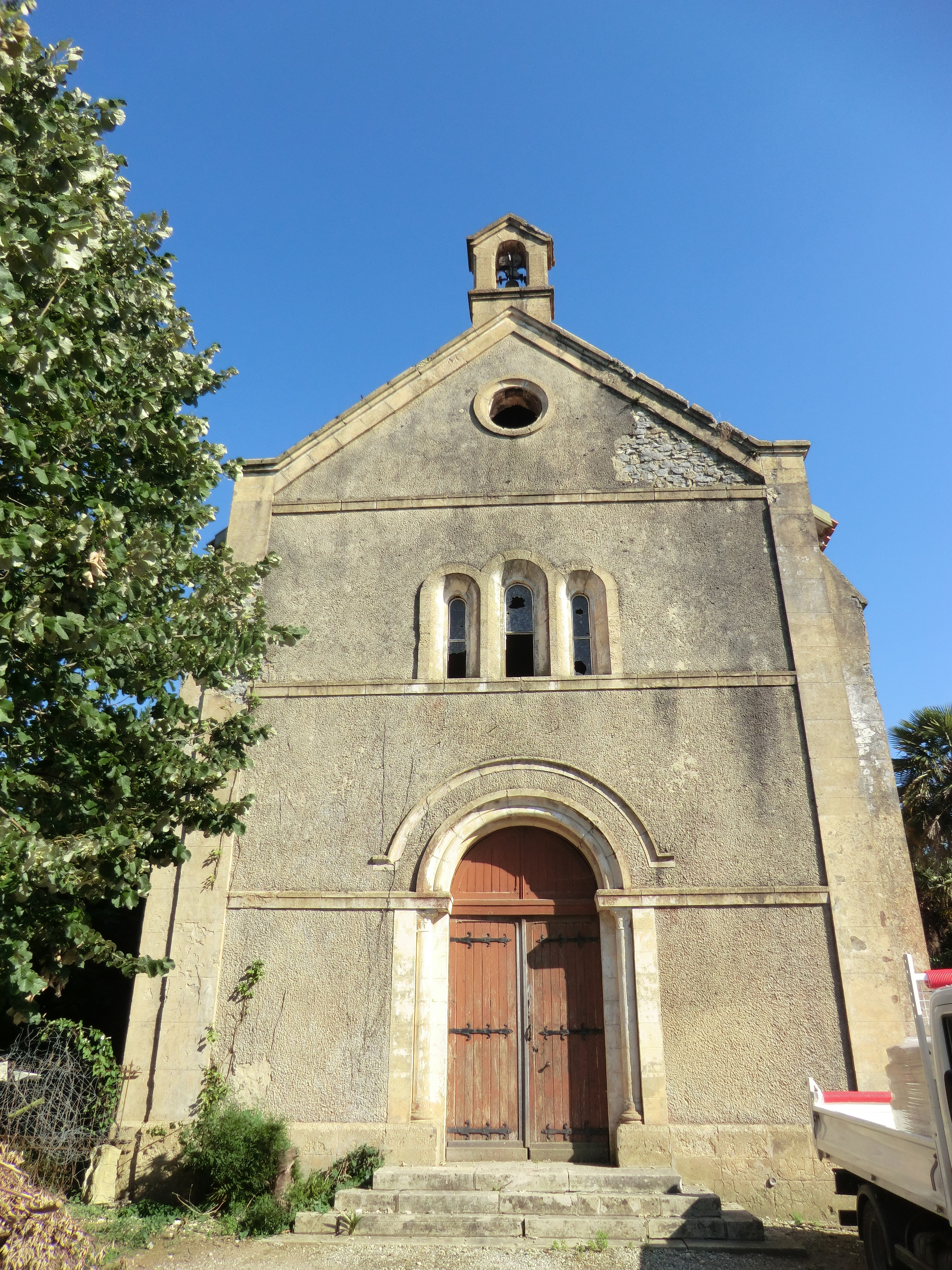
Vue de l’église du Bourg-Neuf.

### Monuments civils

#### Monuments civils protégés

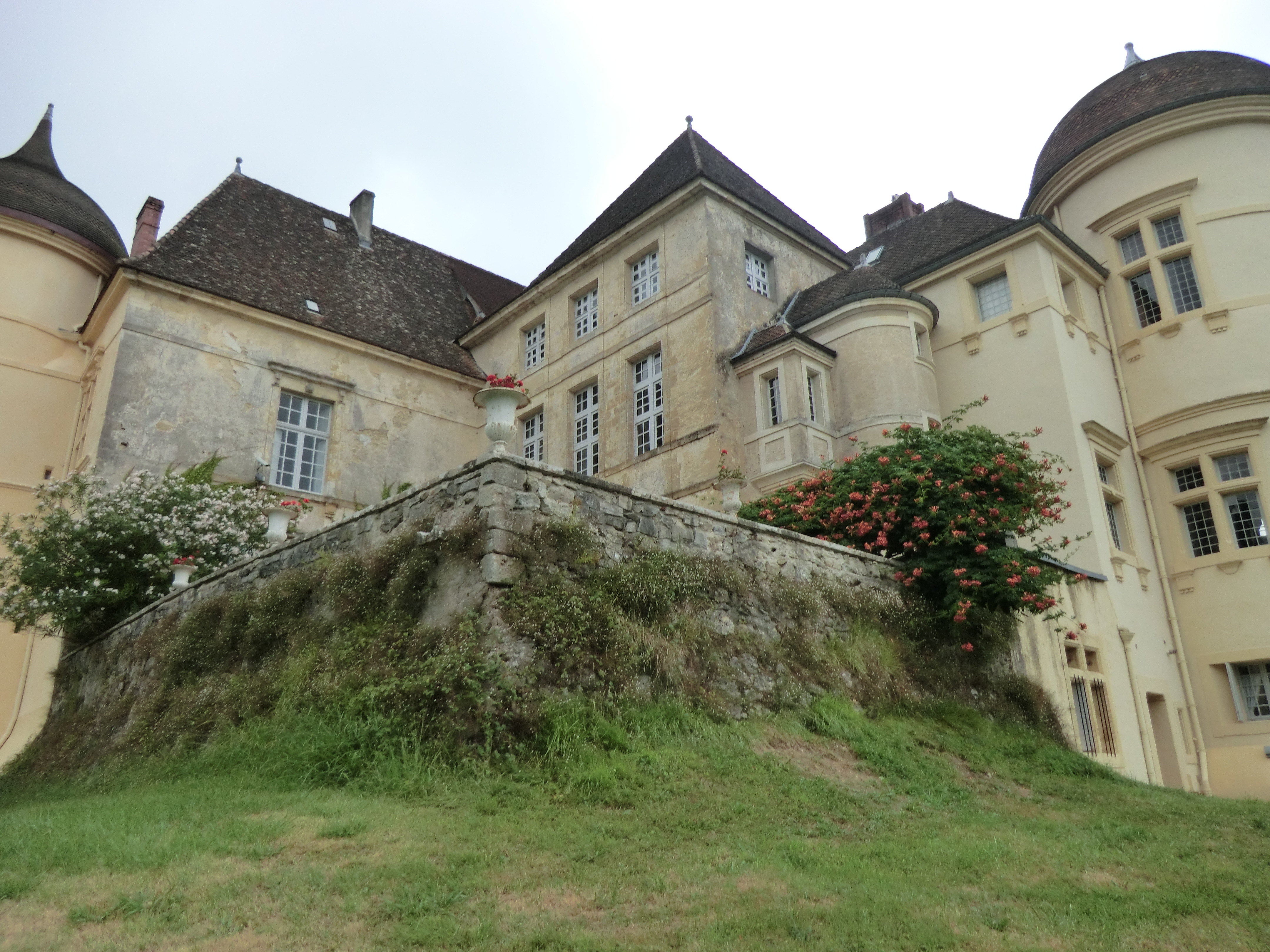
Vue du château de Saint-Martin-de-Seignanx.

Deux monuments inscrits au titre des monuments historiques sont situés sur le territoire communal : le château de Saint-Martin qui date de la fin du XVIe siècle et la villa Saint-Jean située sur la rive droite de l'Adour, est une maison du XXe siècle.

Vue de la villa Saint-Jean.
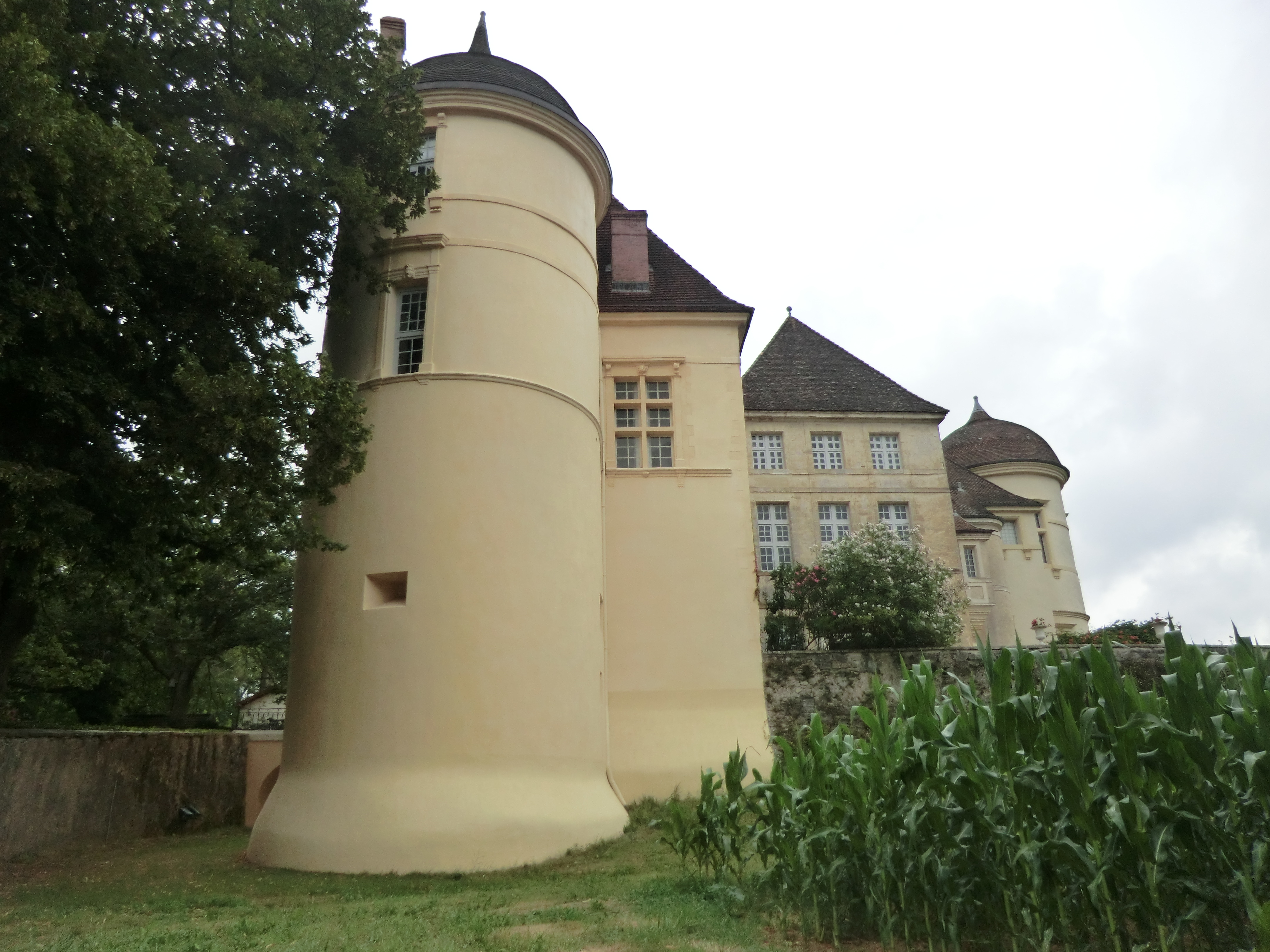
Le château de Saint-Martin-de-Seignanx.

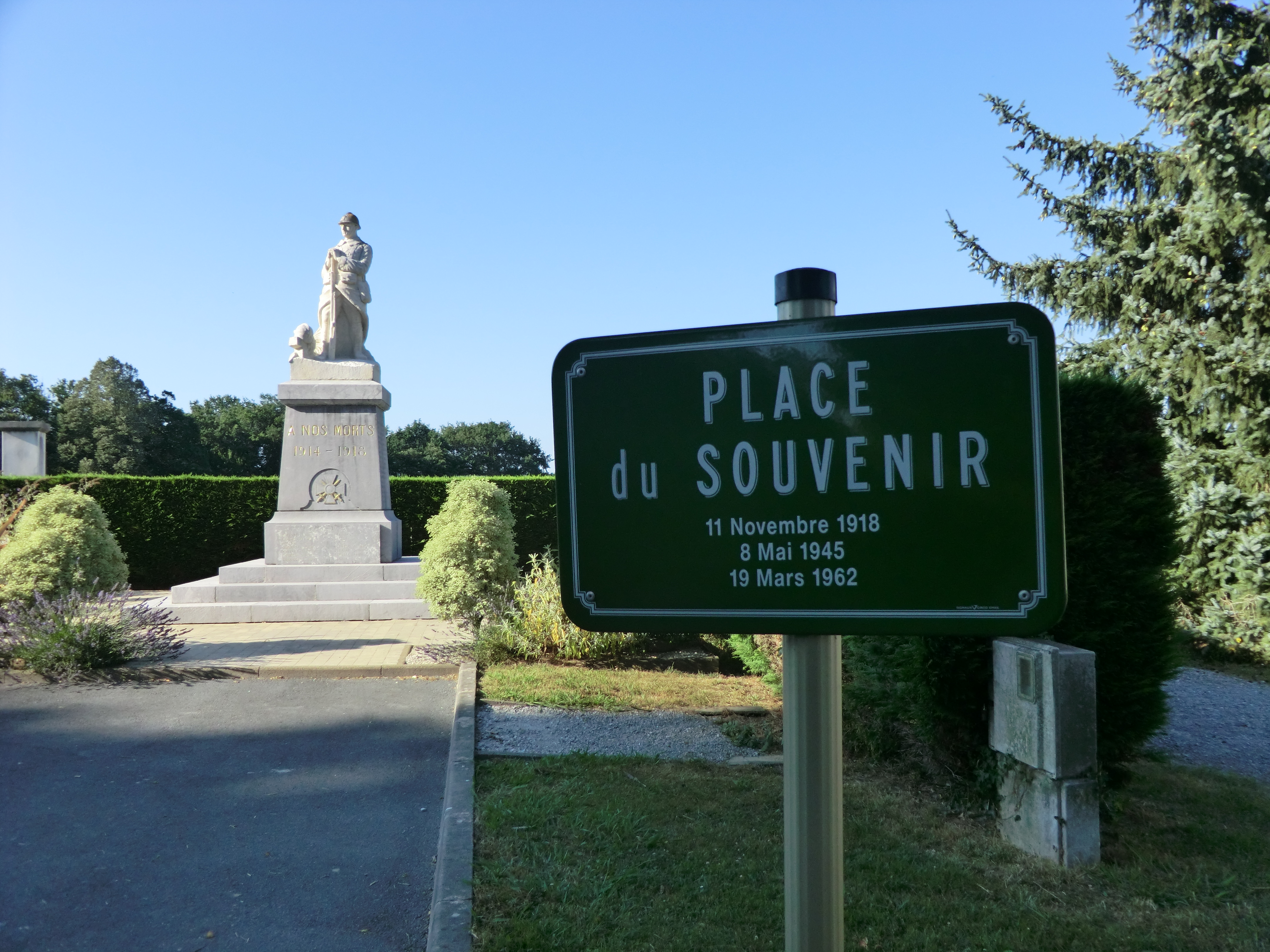
Vue du monument aux morts.

Une trentaine de maisons et de fermes situées sur le territoire communal sont inventoriées à l'inventaire général des monuments historiques, ; c'est en particulier le cas de maisons situées à proximité de l’église Saint-Martin, en particulier la mairie, mais également de maisons situées sur la « Route Océane » (en direction d'Ondres) ou encore sur la rive droite de l’Adour. À noter que le monument aux morts érigé en 1923 par Charles Perchicot, est également inventorié.

### Patrimoine naturel
Outre la présence de la majeure partie de l'étang d'Yrieux (site naturel classé), la commune compte environ 7 km le long de l'Adour, zone relative aux barthes de l'Adour : dans celle-ci on peut notamment remarquer la présence du Jardin des sens, un jardin d’éveil à l’écologie, en plein air, géré par le centre permanent d'initiatives pour l'environnement (CPIE) Seignanx et Adour ; on peut également citer la réserve naturelle de Lesgau, également gérée par le CPIE : il constitue une halte pour plus de cent espèces migratrices dont le héron, l'aigrette, ou encore la cigogne.

### Héraldique et logotype
La commune n'a pas de blason officiel.

#### Logo
La ville a adopté un nouveau logo en 2016 :
| Logo de Saint-Martin-de-Seignanx depuis 2016 | Logo de Saint-Martin-de-Seignanx depuis 2016 : « Le logo de Saint-Martin de Seignanx désigne un trait d'union... entre ville et campagne, terres et eaux, différents quartiers de la ville, plusieurs bassins d'emploi, anciens et nouveaux habitants, différentes générations, Landes et Pays basque... ». |

Avant 2016, son logo était :
| Ancien logo de Saint-Martin-de-Seignanx | Ancien logo de Saint-Martin-de-Seignanx (jusqu'en 2016) : Le fond représentait le département des Landes ; au premier plan, on peut reconnaître les initiales « S - M - S » de Saint-Martin-de-Seignanx dessinées avec un cours d'eau (l'Adour), les proches montagnes et l'autoroute A63 intersectant le territoire. |

### Personnalités liées à la commune

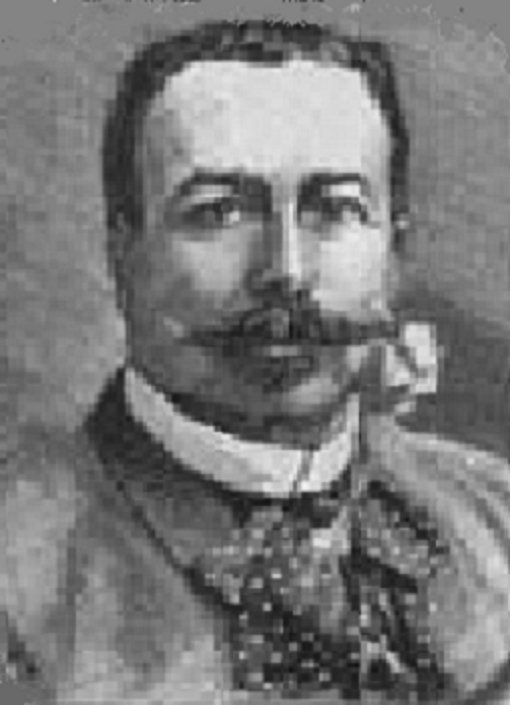
Félix Léglise, maire de 1876 à 1878 puis de 1889 à 1892.

- Félix Léglise (1843-1915), député des Landes, maire de Saint-Martin-de-Seignanx où il est mort.
- Léon Lafourcade (1898-1978), maire de la commune de 1947 à 1977, né à Saint-Martin-de-Seignanx.
- Eugène Bure (1843-1910), conseiller général de l'ancien canton de Saint-Martin-de-Seignanx, fils naturel de Napoléon III et de Éléonore Vergeot[86].

### Évocation de Saint-Martin-de-Seignanx dans la littérature
Dans son roman Quand nous étions innocents. Un amour franco-allemand écrit à quatre mains avec son mari Lutz Krusche, Mémona Hintermann-Afféjee évoque Saint-Martin-de-Seignanx  quand elle relate la mort de sa fille Tatjana, le 24 avril 1987, dans un accident de la circulation, sur la route entre Saint-Martin-de-Seignanx et Labenne.